# Lyon à l'époque moderne

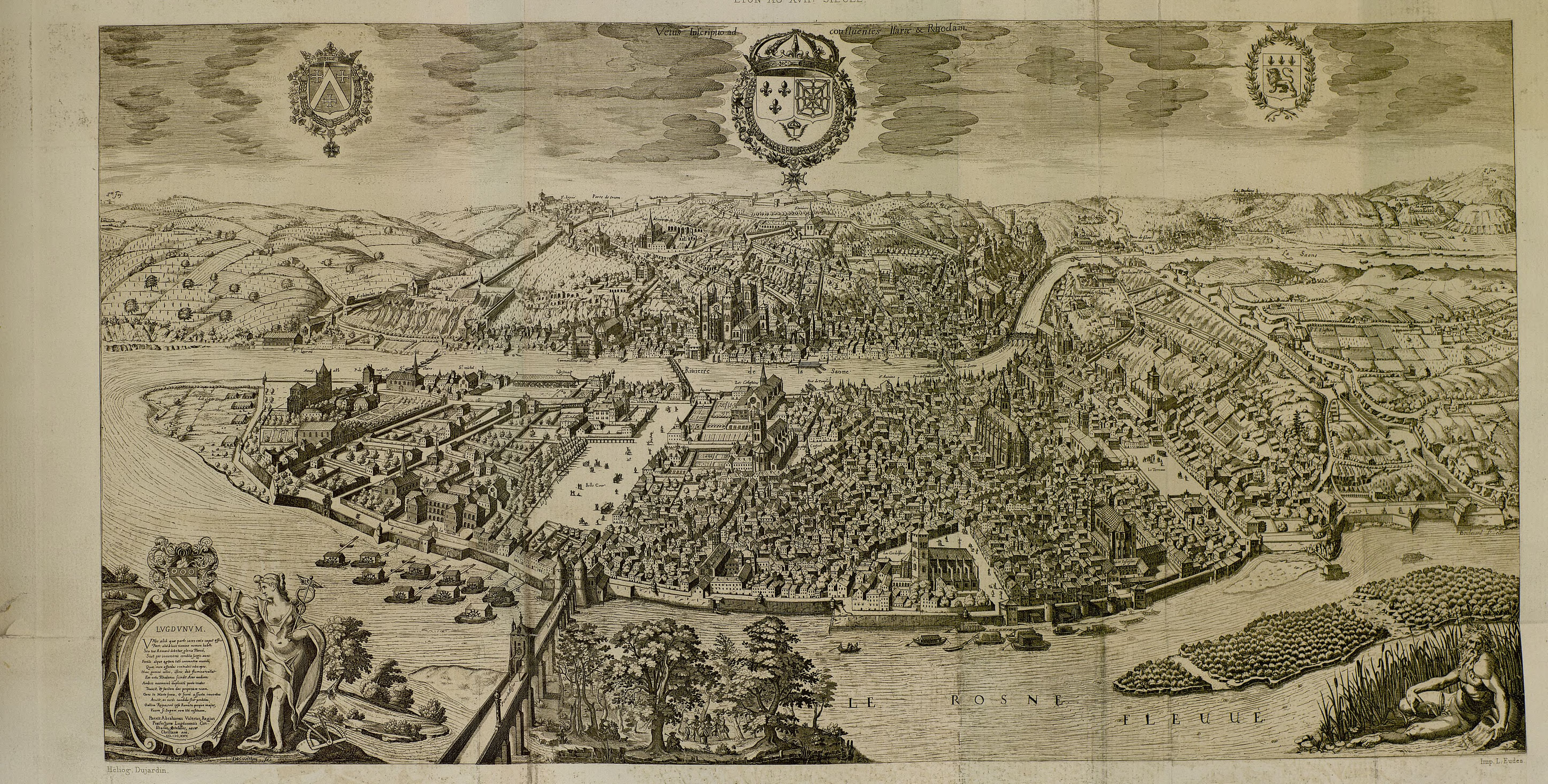
Plan de Lyon selon une gravure de 1625 reprise dans l'ouvrage « Les anciens couvents de Lyon » (1895) d'Adolphe Vachet.

Lyon à l'époque moderne est une cité redevenue ordinaire après la période dorée de la Renaissance et les souffrances des conflits religieux.
Lyon ne connait durant les XVIIe et XVIIIe siècles pas de transformation urbaine importante. Les murailles de la cité contiennent la plupart des modifications urbaines que la cité connait. Pour absorber l'importante augmentation de sa population, la cité se densifie, à la fois par surélévation des habitations et en lotissant des parcelles en culture.
Après l'édit de Chauny de 1595, Lyon est une ville soumise au roi, et pleinement intégrée dans les institutions françaises de l'ancien régime. Sous les tutelles du gouverneur et de l'intendant, les bourgeois lyonnais luttent durant deux siècles pour maintenir leurs privilèges. La société lyonnaise évolue progressivement, à la fois sous les contraintes générales de la société française ; mais également à cause d'une spécificité locale, le considérable développement du secteur du tissage de la soie, qui crée l'organisation sociale de la « Grande Fabrique ». Cette activité soyeuse donne à la ville une certaine prospérité économique.
La vie religieuse lyonnaise ne connait pas de soubresauts particuliers, accompagnant les évolutions nationales et européennes, que ce soit les transformations des pratiques catholiques ou la progressive disparition des protestants. Du point de vue intellectuel, Lyon est une ville dynamique, qui possède à partir de 1700 une Académie locale des arts et des sciences. Son riche tissu d'éditeurs en fait une ville où le livre est très présent dans la population. Enfin, Lyon connait un développement maçonnique important.

## Les transformations urbaines

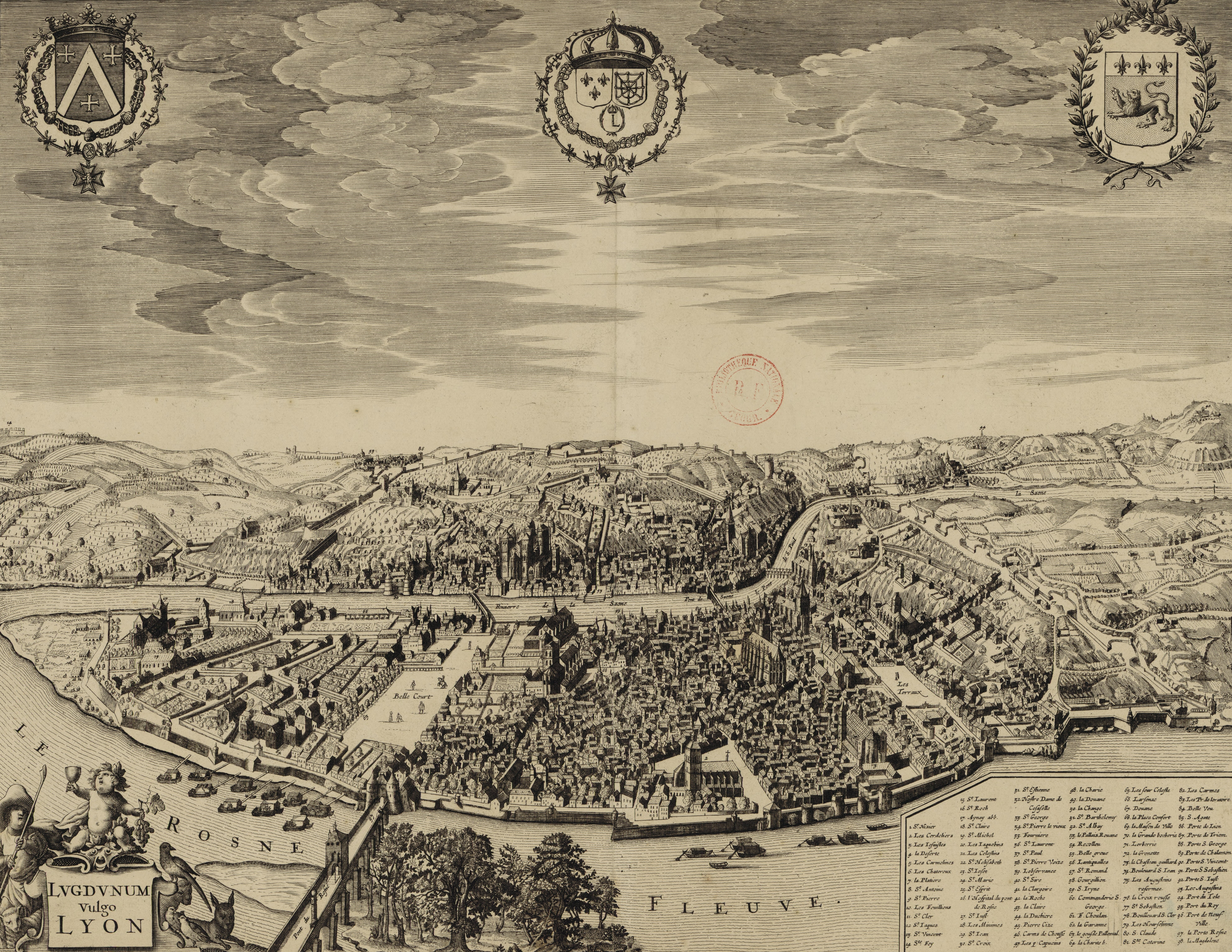
Lyon au XVIe siècle.

La cité lyonnaise, sous les deux derniers siècles de l'Ancien Régime, subit peu de transformations importantes. Elle se densifie, s'embellit et les zones d'activités se déplacent ; mais elle reste confinée dans ses anciennes murailles. Si de nombreuses créations architecturales ponctuent l'histoire de Lyon durant cette période, elles deviennent considérables à partir de 1740.
En 1765, Lyon fait l'objet d'un article long et élogieux dans l'Encyclopédie de Diderot et d'Alembert, qui insiste en particulier sur la richesse de son patrimoine historique, et commence par ces mots : « grande, riche, belle, ancienne & célèbre ville de France, la plus considérable du royaume après Paris, & la capitale du Lyonnais ».

### La structure de la ville, entre permanence et projets d'agrandissement
La morphologie urbaine lyonnaise reste très stable durant les XVIIe et XVIIIe siècles, attendant la veille de la Révolution pour s'étendre au-delà de ses antiques murailles ; Lyon tient ainsi durant deux siècles sur un périmètre d'environ 150 hectares.

#### Les murailles

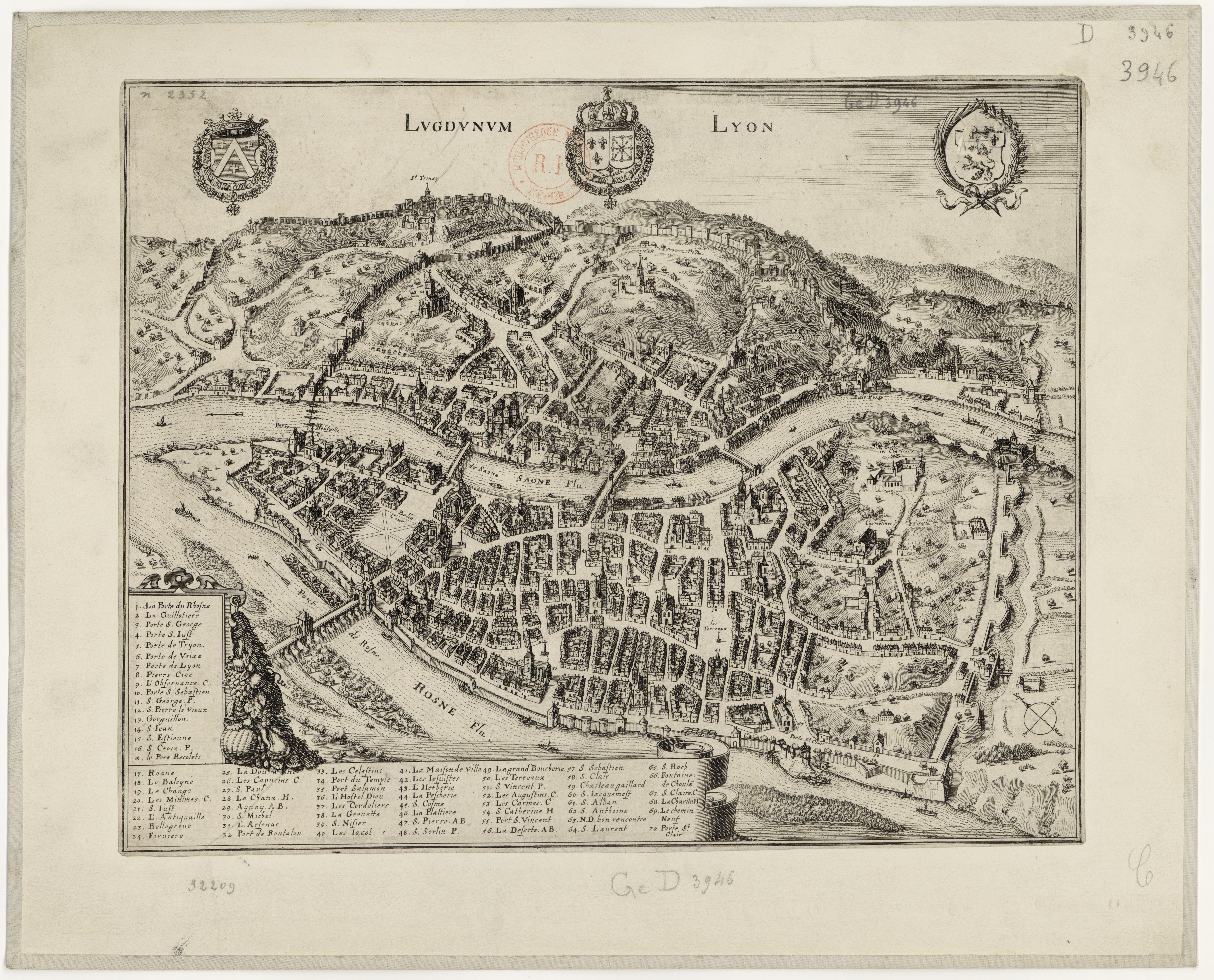
Plan de Lyon montrant les murailles à la fin du XVIIe siècle, gravure anonyme.

Durant les XVIIe et XVIIIe siècles, les murailles de Lyon n'enferment jamais totalement la ville, les fleuves étant à plusieurs endroits le seul rempart de la cité. La ville dispose à l'époque d'Henri IV de trois sections fortifiées ; une large muraille protégeant la colline de Fourvière et partant de Saint-Georges pour aboutir à Pierre-Scize, une seconde protégeant le nord de la presqu'île au niveau des Terreaux et une dernière au-delà partant du Rhône à la Saône et passant au-dessus de la colline de la Croix-Rousse,. Peu de portes permettent de circuler, ce qui occasionne des gênes répétées. Depuis 1522, les fortifications sont surveillées par un commissaire général et maître des œuvres sur le fait des réparations des villes et places du Lyonnais, Forez, Beaujolais et Dombes. Chargé de s'occuper des constructions et réparations des murailles, il est remplacé en 1690 par un major des fortifications. Les fleuves posent évidemment le problème de la surveillance et des chaines sont donc installées au XVIIe siècle pour barrer le passage la nuit.
En 1610, la décision est prise de bâtir des murailles le long du Rhône sur la presqu'île pour finir de clôturer la ville. Le chantier est arrêté en 1636, des murailles partant d'Ainay et allant jusqu'à Saint-Clair. En 1620, une muraille est construite au nord de Pierre-Scize partant de la Saône et retrouvant les anciennes murailles sur la colline de Fourvière.
Avec la réunion du Gex et de la Bresse au royaume de France, les remparts sont pourtant moins importants. Les menaces d'invasion perdant progressivement de leur prégnance, l'entretien des remparts s'amenuise pour cesser durant la seconde moitié du XVIIe siècle. En 1700, les remparts sont en mauvais état et sont alors plus une gêne qu'autre chose. Les remparts face au Rhône sont donc détruit au XVIIIe siècle en deux fois, une première en 1738 avec la création du quai de l'hôpital et de promenades au nord de celui-ci et en 1778 avec la destruction de ceux qui restent du côté d'Ainay. Seule la porte du pont du Rhône est conservée et entretenue, pour le prestige.

#### Une ville à la densité croissante
Au début de la période, il reste encore de nombreux îlots de verdure de jardins et de vergers à l'intérieur des murailles. En particulier, l'abbaye d'Ainay, le couvent des Cordeliers et celui des Jacobins conservent de vastes espaces cultivés. De même, sur les pentes des deux collines, de nombreuses nouvelles communautés maintiennent vignes et espaces cultivés. Au XVIIIe siècle, les endroits cultivés reculent nettement, surtout sur la presqu'île et sur la Croix-Rousse. De nombreux couvents ont vendu tout ou partie de leurs terres pour les lotir[Qui ?]. Le consulat, de même, a cédé le grand parc à l'arrière de l'hôtel de ville en 1754 à des promoteurs pour bâtir un théâtre. Toutes ces zones vertes sont cultivées et de nombreuses sources font apparaître la grande variété des plantes cultivées dans la ville. Des légumes et aromates tels des asperges, des flageolets, des oignons, de l'oseille, du persil, du raifort, de la ciboule ou de la rocambole ; des arbres fruitiers produisant des pommes, poires, prunes ou groseilles. On trouve également quelques plantes méditerranéennes (orangers, grenadiers, myrthes). On trouve beaucoup de ceps de vigne, quelquefois grimpant en treille.
Les murailles restent durant cette période des limites encore réelles pour le lotissement ; malgré la destruction du fossé de la Lanterne, au nord des Terreaux, les lotissements ne montent guère sur les pentes de la Croix-Rousse. La population de Lyon augmentant, les immeubles de la plupart des quartiers sont surélevés, le plus souvent par destruction et reconstruction ; pour la même raison, les quelques zones encore en friche sont bâties. La densité finit par devenir trop importante, avec un très grand nombre d'immeubles de quatre à six étages, ce qui cause de nombreux désagréments, tels des rues encombrées et des ordures devenant compliquées à gérer sur des espaces restreints. Le degré de cohabitation moyen de la cité entière passe de 2,2 en 1597 à 10 en 1780 ; ceci alors que dans le même temps, de larges maisons bourgeoises et nobiliaires sont construites dans certains quartiers, autour des Terreaux et de Bellecour, principalement, limitant la moyenne. « Peu de villes françaises connaissent, à cette époque, un tel surpeuplement ».
Ainsi, la presqu'île comme la rive droite de la Saône forment un entrelacs de petites rues étroites assombries d'immeubles qui s'élèvent toujours plus haut. Cette densité est ponctuée de larges espaces dégagés appartenant aux établissements religieux, et pour la plupart sanctuarisés jusqu'à la Révolution. L'architecture lyonnaise ne dispose pas de particularité spécifique. Les maisons comme la plupart des édifices officiels sont sobres, voire austères. Les belles pierres de taille : jaune du Beaujolais, blanche de Seyssel ou grise de Villebois, sont réservées la plupart du temps aux soubassements et encadrements. Le seul décorum notable de cette époque consiste en la ferronnerie ornementale.

#### Les quartiers

##### De Saint-Georges à Vaise

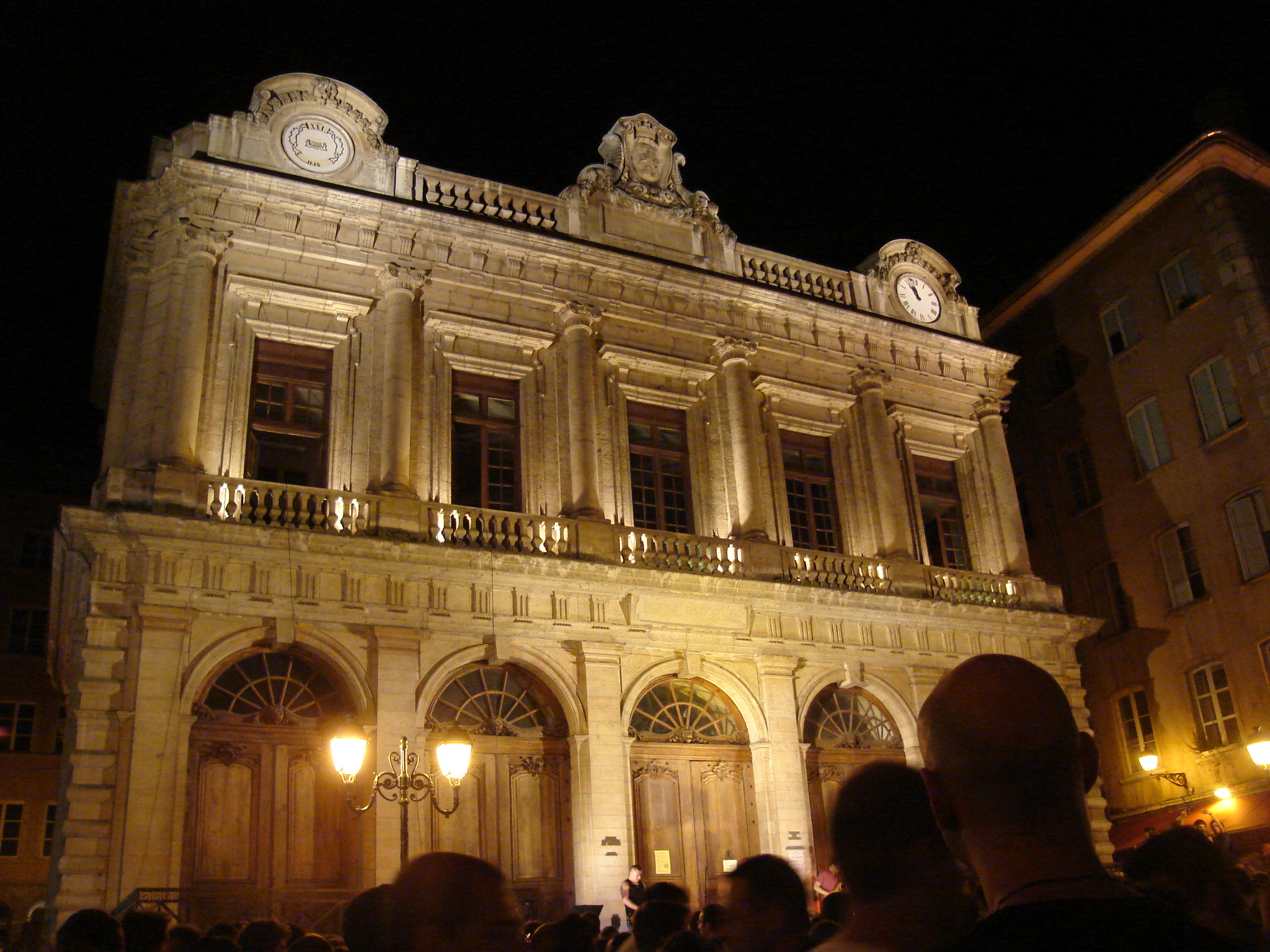
La Loge du Change.

Le centre de gravité institutionnel et politique se déplace d'un côté de la Saône à l'autre. Le centre bancaire de la ville passe en partie du quartier du Change à la rue Mercière, par exemple, malgré la rénovation de la Loge du Change entre 1748 et 1750. Celle-ci est d'ailleurs déjà une survivance du passé et elle est abandonnée rapidement.
Le quartier connait de nouvelles constructions en amont, dont le Grenier d'abondance bâti entre 1722 et 1728 pour servir d'entrepôt pour le consulat en cas de disette. Dans les années 1730, le Petit collège est reconstruit. Au travers du lacis de ruelles étroites du bâti le plus ancien, peu de renouvellements sont entrepris. Il faut noter toutefois l'agrandissement du Palais Saint-Jean, demeure de l'archevêque, par Camille de Neuville ; sous la forme d'une galerie le long de la rivière où il installe sa grande bibliothèque. Son successeur Claude de Saint-Georges y ajoute une terrasse.
L'autre bâtiment important construit dans ce qui deviendra le Vieux Lyon est le Palais de Roanne. Détruit dans un incendie en 1622, ce siège des juridictions royales est alors reconstruit, et constitue le premier grand projet architectural de la ville à l'époque moderne. Terminé en 1639, il bénéficie d'un vaste programme décoratif, puisant son influence dans les palais romains ; en témoigne son portail à fort bossage coiffé d'un fronton interrompu. Ce dernier indique l'influence toujours présente des modèles publiés par Serlio à Lyon un demi-siècle plus tôt. Les décors peints ont été supervisés pour la plus grande partie par Thomas Blanchet entre 1686 et 1688.
Le quartier se connecte davantage à la ville durant cette période ; deux ponts sont construits sur la Saône (entre Saint-Jean et Bellecour et entre Saint-Paul et Saint-Vincent) au XVIIe et deux autres au XVIIIe. Cela montre le maintien d'une certaine importance économique pour la ville de la rive droite de la Saône.

##### La Presqu'île

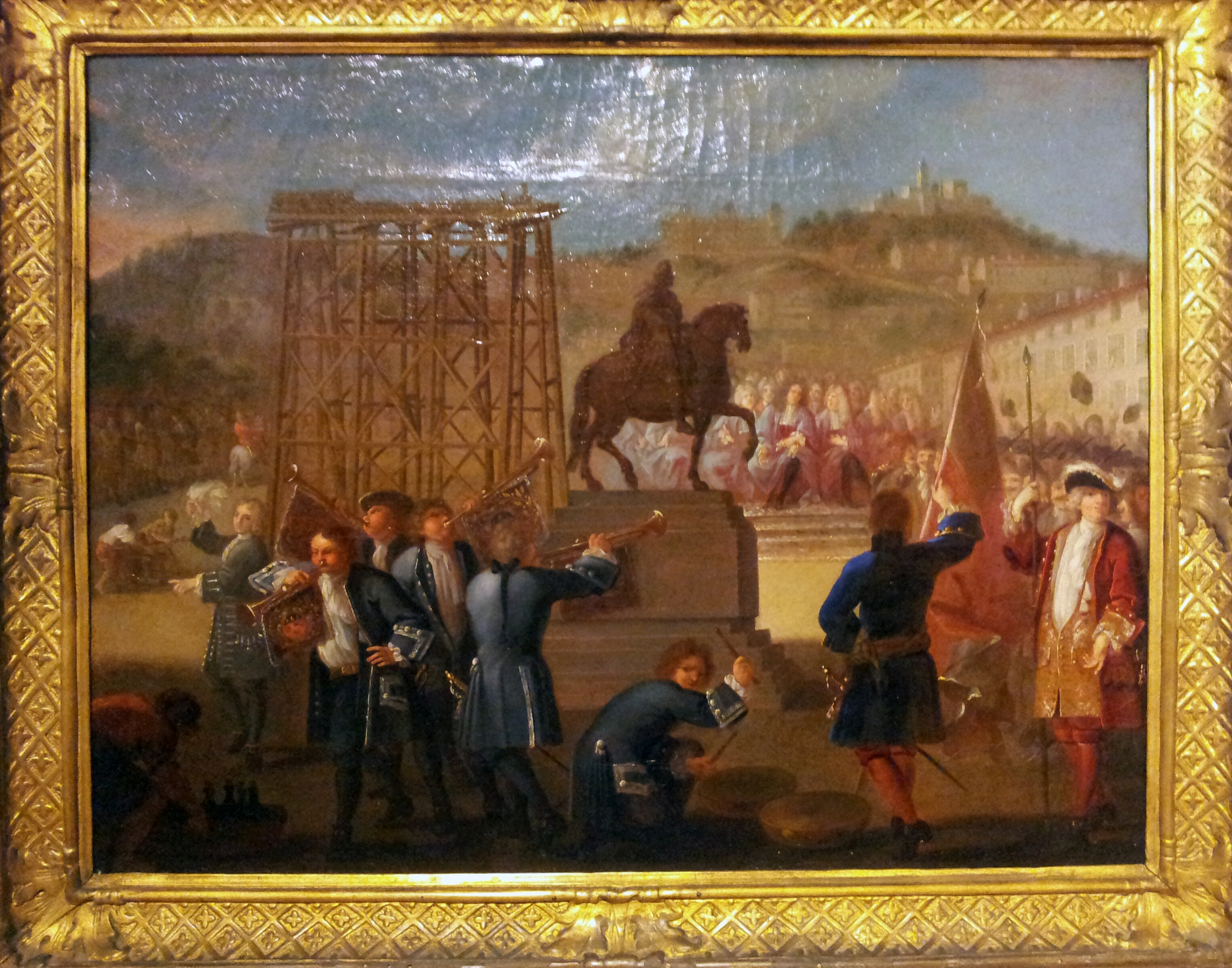
Inauguration de la première statue de Louis XIV Place Bellecour à Lyon, 1745, Charles Grandon, Musées Gadagne.

La Presqu'île est toujours, durant les XVIIe et XVIIIe siècles, un dédale de rues étroites et sinueuses. Seule la rue Mercière traverse l'ensemble pour acheminer les personnes d'un pont à l'autre et les seules places publiques importantes sont la place Bellecour et la place des Terreaux. Toutefois le sud de la Presqu'île dispose encore de quelques surfaces libres pour des opérations urbanistiques importantes. On y bâtit quelques hôtels particuliers et il s'y déroule de rares opérations de lotissements telle celle engagée par l'abbaye d'Ainay qui construit des immeubles sur le pourtour de son tènement en plusieurs opérations entre 1723 et 1769. La Presqu'île est un quartier avec de nombreuses activités économiques. Elle dispose du plus grand port de la ville, qui est même élargi, devant les couvents des Célestins et des Antonins.
La place Bellecour est aménagée de rangées d'arbres durant le XVIIe siècle, avant d'être ornée en 1713 de la statue de Louis XIV. Elle est encadrée au début du XVIIIe à l'est et à l'ouest de deux immeubles aux façades identiques dont les plans sont dessinés par Jules Hardouin-Mansart ; ces demeures devenant les lieux d'habitations des familles aristocratiques de la ville. A l'écart de l'axe de circulation principal de la ville, ce quartier connait quelques constructions privées de prestige, plutôt côté Rhône, par exemple ceux de Claude Bertaud, de Blaise Denis et Jean de Lacroix-Laval,.

#### Les faubourgs
Lyon est circonscrite par ses murailles, mais la ville et ses activités humaines ne s'arrêtent pas aussi strictement et plusieurs faubourgs, anciens villages s'agglomérant à la capitale régionale, s'insèrent progressivement dans son organisation économique et urbaine. Outre la naissance encore balbutiante de l'espace urbain des Brotteaux à la fin du XVIIIe siècle, Lyon possède trois faubourgs principaux : Vaise, la Croix-Rousse et la Guillotière.
Ces trois villages encore profondément ruraux vivent essentiellement de l'élevage, du maraîchage et de la culture de la vigne et des céréales. Toutefois, leur situation modèle leur population ; leurs activités et leur morphologie en une rue unique bordée d'une modeste église cache des particularités que n'ont pas les autres villages plus éloignés. Lieux de transit et d'arrivée pour les voyageurs, ils disposent de nombreuses auberges aux larges écuries. Ces trois villages accueillent également les nombreux pauvres et misérables venus de plus ou moins loin pour trouver à Lyon travail et secours, sans toujours parvenir à entrer dans la ville. Les travailleurs pauvres, nommés « affaneurs » à Lyon, sont ainsi surreprésentés dans leur population. Ils y trouvent également des conditions de logement qu'ils ne peuvent assumer dans la ville. À la fin du XVIIIe siècle, le loyer moyen à la Guillotière est ainsi de 57 livres par mois, alors qu'il s'élève à 151 livres dans Lyon.

#### Projets d'extension

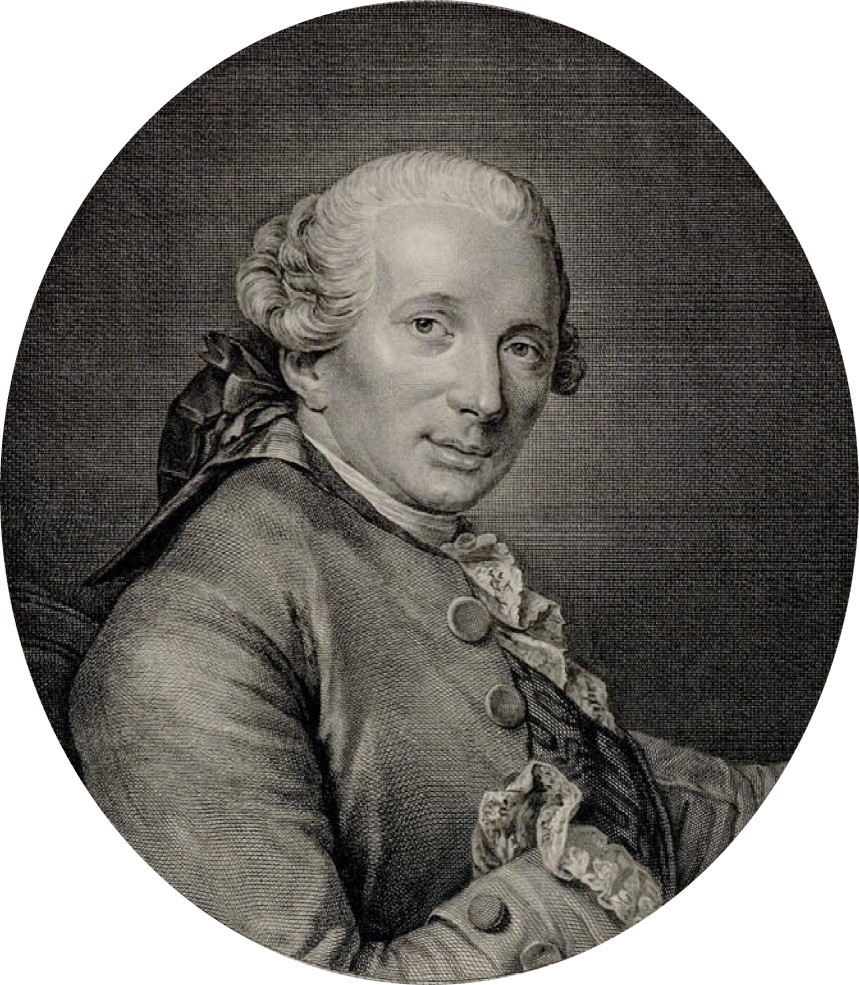
Jacques-Germain Soufflot (1713-1780), architecte.

Durant la deuxième moitié du XVIIIe siècle, plusieurs projets voient donc le jour pour repousser les limites de la ville.

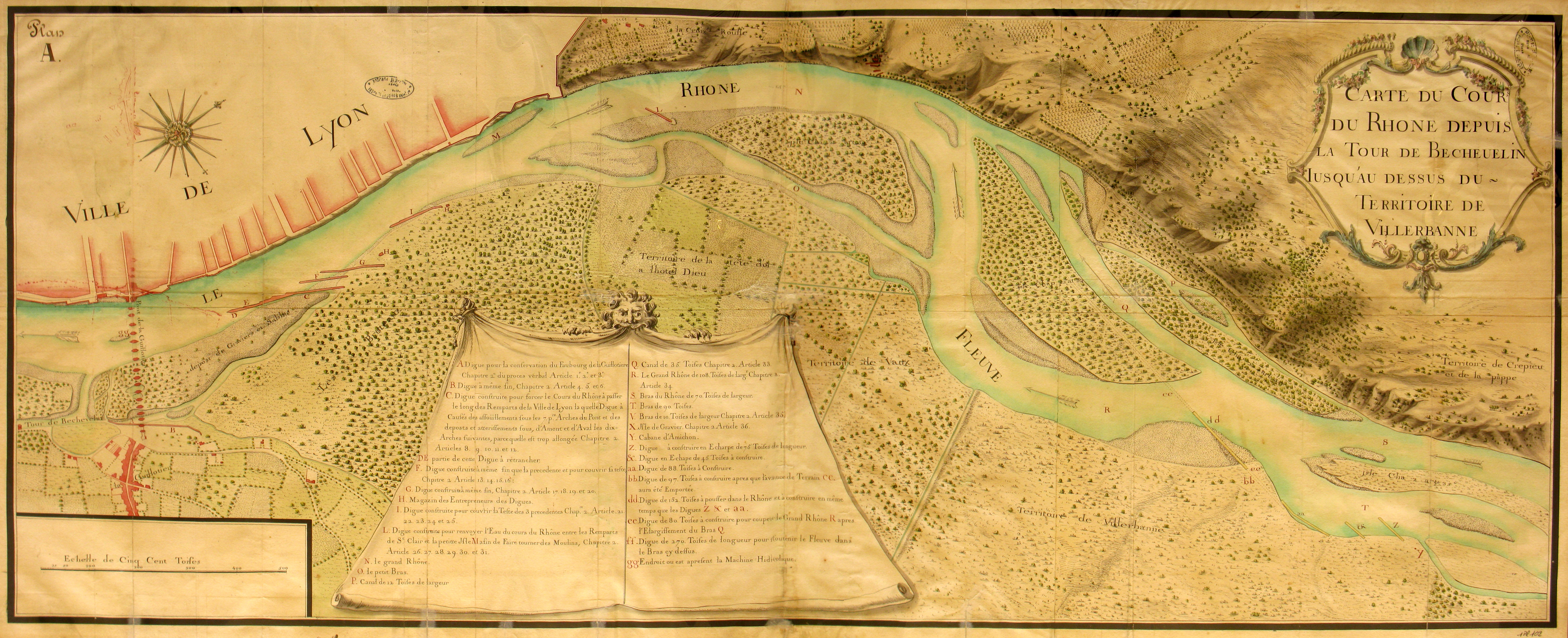
Carte du Rhône de la tour de Bèchevelin à Villeurbanne : Brotteaux, Béchevelin, Cordeliers (1701-1766). On remarque que la rive gauche du Rhône est très faiblement habitée.

Un premier, dans les années 1750, a pour ambition de construire un quartier entier en dehors des remparts, à Saint-Clair, au nord-est de la Presqu'ile. Mené par Jacques-Germain Soufflot et ses élèves Munet et Milanois, il est dévolu à la bourgeoisie. Dans les années 1770, Antoine Michel Perrache met au point et lance le projet de rendre salubre le sud d'Ainay, en comblant les chenaux pour allonger la presqu'île. Complexe, ce projet ne verra pas le jour de la vie de son concepteur, et ne sera achevé qu'au XIXe siècle. Enfin, un dernier projet est lancé par Jean-Antoine Morand dans les dernières décennies du siècle pour créer un quartier aux Brotteaux. Il est à peine entamé à l'aube de la Révolution.

### L'architecture religieuse

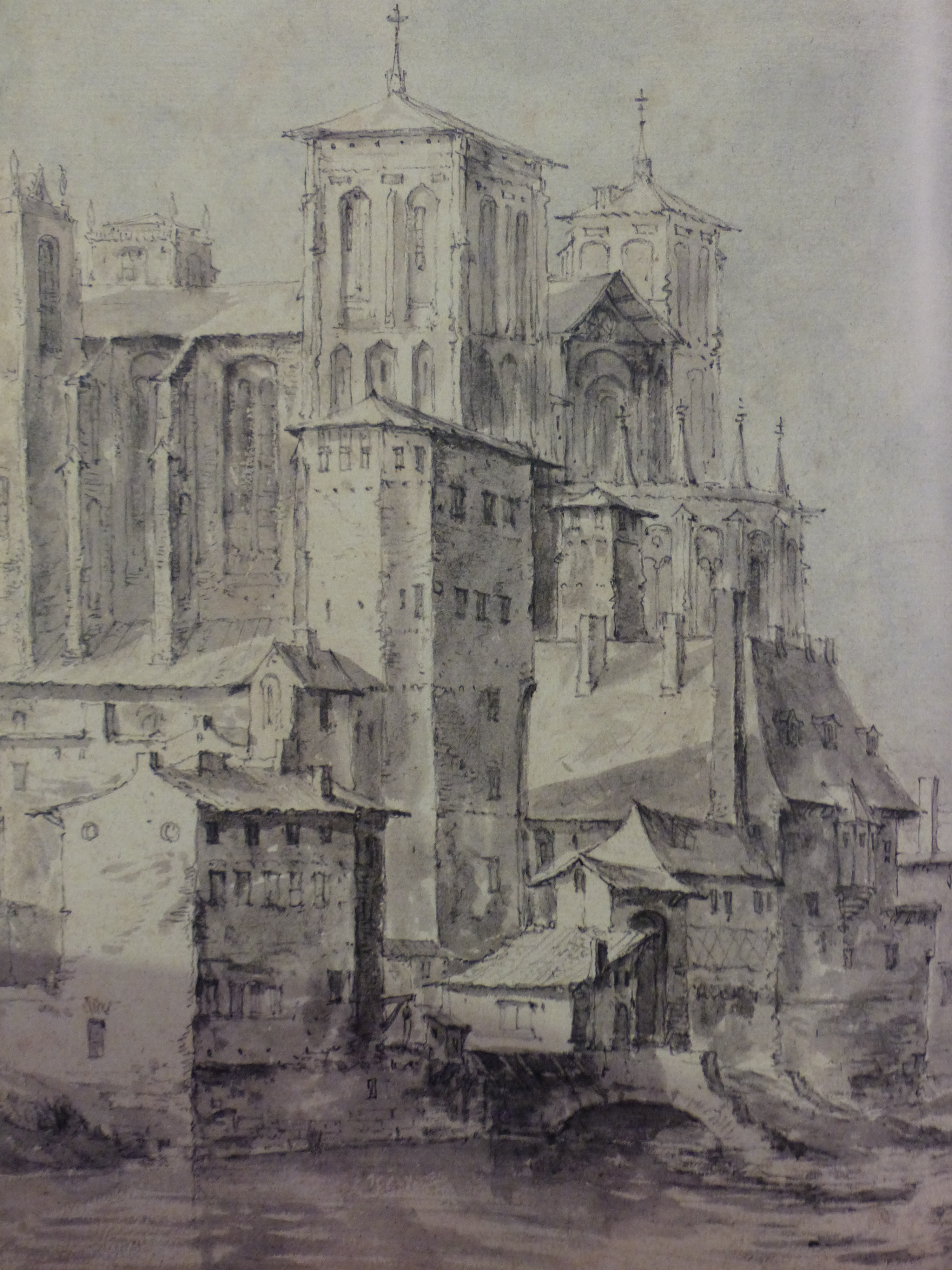
Chevet de Saint-Jean, par Karel Dujardin, 1655, dessin conservé au Rijksmuseum.

La vigueur de la Contre-Réforme catholique lyonnaise conduit les habitants à soutenir la construction et la rénovation de nombre de bâtiments religieux, projets souvent portés par les autorités religieuses, archevêques ou ordres.
De nombreux couvents s'installent à Lyon au XVIIe siècle, principalement au sud de la Presqu'île, et sur les pentes des deux collines. Ils s'installent selon leur orientation soit plutôt aux limites de la ville comme les Carmes déchaussés qui établissent leur domicile au nord-est de la colline de Fourvière, ou au contraire au plus près du cœur de la cité, tels les Oratoriens qui s'installent au pied des pentes de la Croix-Rousse en 1642, et transforme en 1665 leur chapelle en église Saint-Polycarpe.
A la fin du XVIIe et au cours du XVIIIe siècle, les rénovations et transformations des bâtiments impriment le style baroque dans la ville. L'église de l'abbaye Saint-Pierre est redécorée. L'église Saint-Denis, bâtie en 1629 se dote d'un clocher baroque au siècle suivant.
Un portail dorique est élevé sur l'église Saint-Paul au XVIIe siècle, son chœur est agrandi et son lanternon reconstruit en 1734. Dominique Magnant réalise le maître-autel de l'église Saint-Nizier en 1734.
Trois constructions d'églises accompagnent l'augmentation de la population : Saint-Bruno-les-Chartreux (fin XVIe siècle), Saint-Polycarpe (1665) et Saint-François de Sales (édifice ouvert en 1690 et différent de l'actuel).

### L'architecture civile
Le XVIIe siècle marque un tournant fondamental pour l'architecture lyonnaise, les bâtiments les plus importants de la ville étant bâtis à cette époque. Les points centraux que sont les places des Terreaux et Bellecour sont aménagées à cette époque, ainsi que les constructions de prestige qui structurent encore de nos jours la ville : Hôtel-Dieu, hôtel de ville, palais Saint-Pierre.

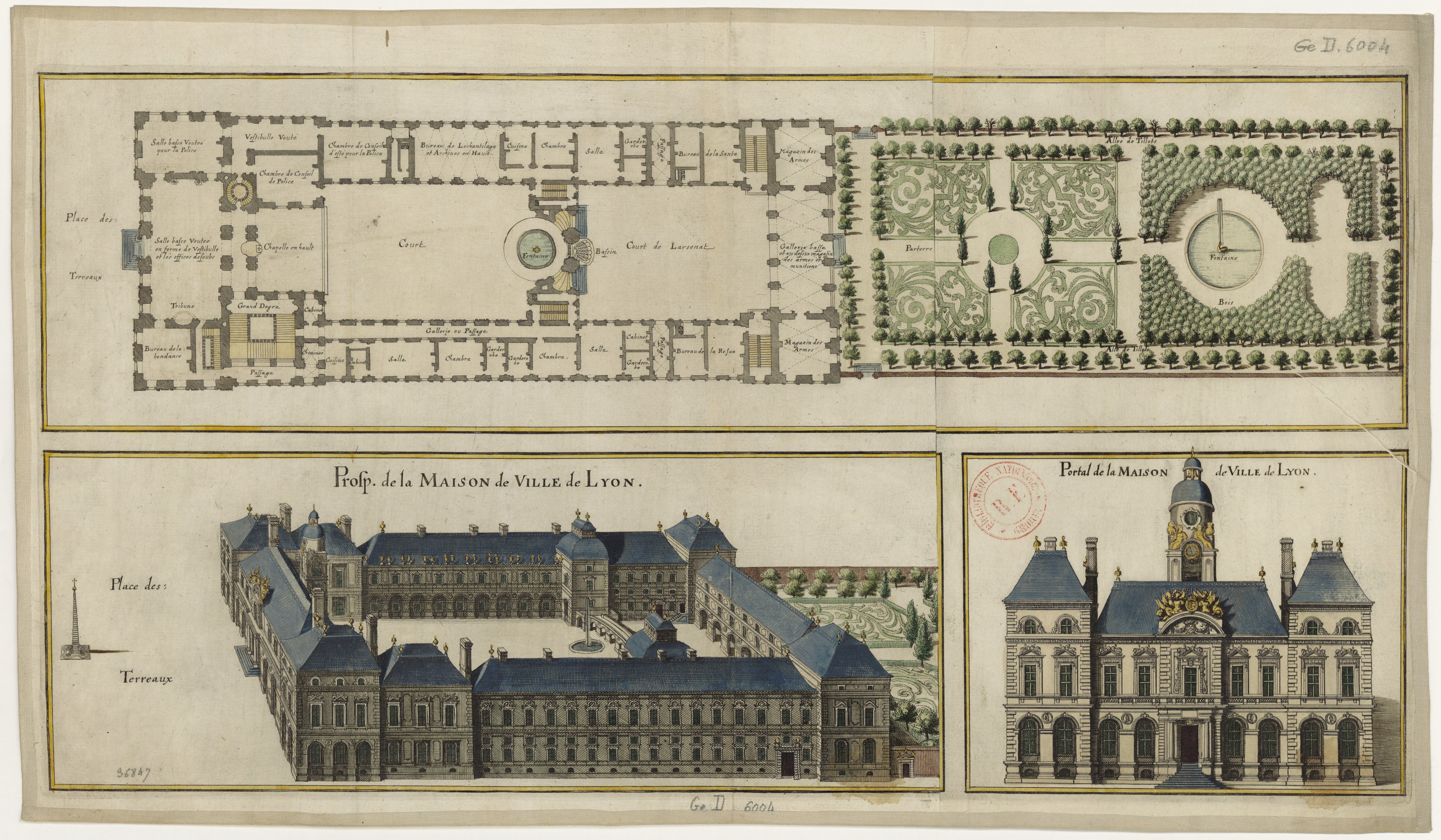
Plan d'époque de l'hôtel de ville, anonyme, BNF.

La plus importante réalisation de l'époque pour Lyon est l'hôtel de ville, construit par le voyer Simon Maupin aidé par le mathématicien Girard Desargues entre 1646 et 1651. La façade est voulue dans le style de Louis XIII, deux pavillons hauts encadrant le beffroi, et l'arrière est poursuivi par des jardins en dénivellations imitant les réalisations italiennes du XVIe siècle.
L'Hôtel-Dieu tel qu'il est actuellement est bâti entre 1622 et 1655, sa façade classique tout en verticalité s'éloignant de l'exemple italien par l'emploi de l'ordre colossal de pilastres ioniques.
L'Hôpital de la Charité est édifié en 1624.
En 1653 a lieu l'inauguration de la loge du Change, qui est ensuite agrandie par Soufflot au début du XVIIIe siècle. Il construit aussi un théâtre dans le quartier Saint-Clair, et le premier opéra de la ville.
Parmi les équipements de la ville sont également bâtis le Grenier d'abondance en 1728 et le petit Collège, entamé en 1731.
La place Bellecour, ouverte par le baron des Adrets durant les conflits religieux pour avoir un terrain d'entrainement militaire, devient une place d'agrément et est continuellement aménagée durant les deux siècles (arbres, monuments, façades),. La politique d'embellissement du consulat le pousse a organiser des lignes d'arbres d'agrément. Au XVIIe, la place Bellecour est ornée de tilleuls, un vaste parterre à la française est constitué entre l'hôtel de ville et la Saône et d'autres rangées de tilleuls sont plantés le long du Rhône, du collège de la Trinité aux remparts Saint-Clair. Les immeubles de prestige de son pourtour sont achevés en 1725.

## La vie politique

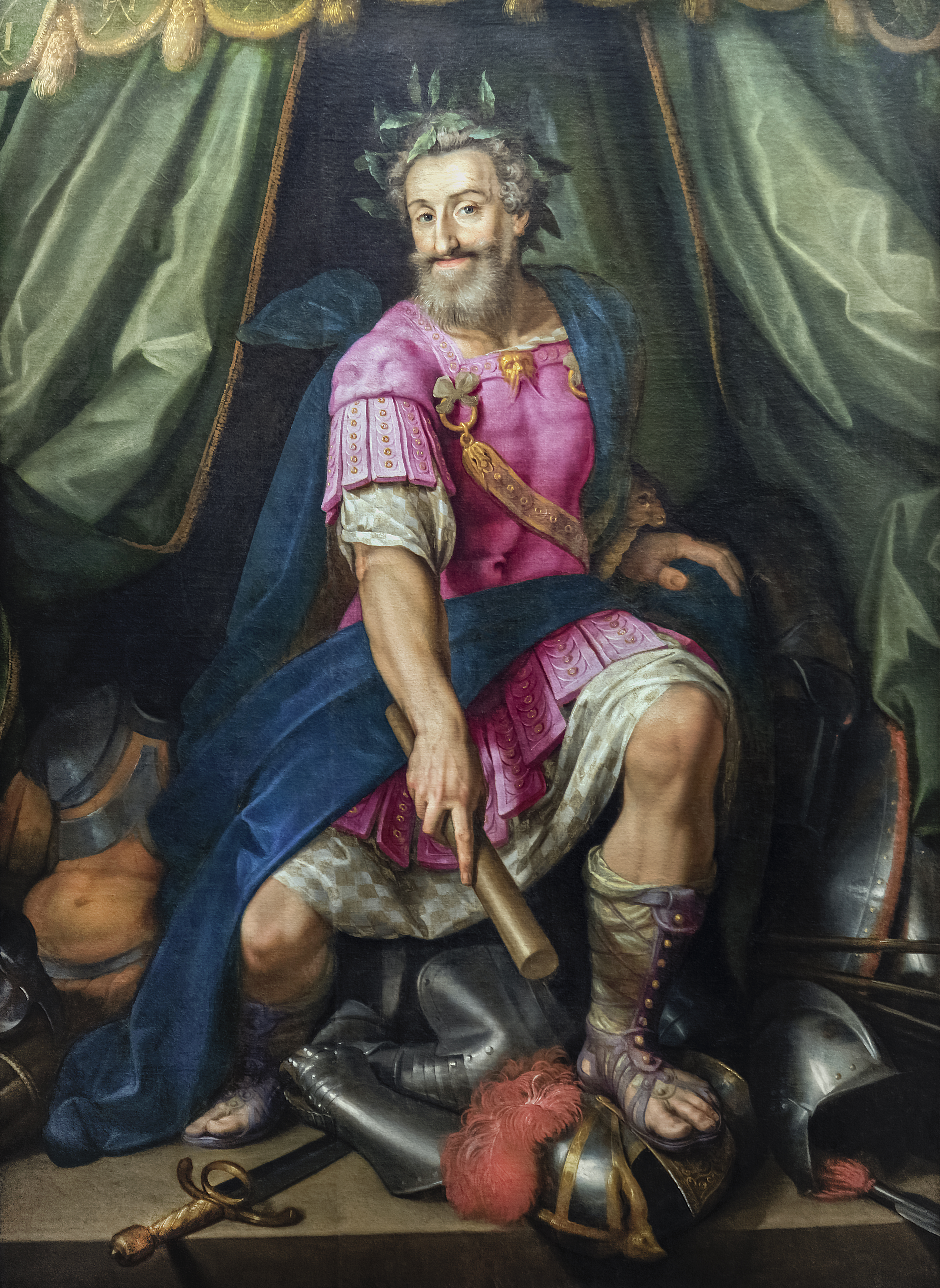
Henri IV (1589-1610), qui impose son autorité à la ville ligueuse avec, le 30 août 1597, l'apparition de l'intendant en Lyonnais pour neutraliser le Consulat. Son effigie est actuellement sur la façade de l'hôtel de ville.

La vie politique lyonnaise est profondément transformée par l'édit de Chauny de 1595, imposé par Henri IV. Ce dernier restreint le nombre de membres du consulat, pour les encadrer et les contrôler plus efficacement, le but étant de s'assurer la loyauté d'une ville longtemps ligueuse. Cette réforme aboutit à un consulat de seulement quatre échevins, présidé par un prévôt des marchands. L'élection du consulat est soumis à l'aval du Roi, qui peut ainsi placer à la tête de la ville des personnes qui lui sont favorables et redevables.

### Les institutions royales
Durant les XVIIe et XVIIIe siècles, la cité est surveillée par deux hommes du roi : le gouverneur et l'intendant ; le second n'ayant contrairement à d'autres provinces qu'un rôle mineur durant la plus grande partie de la période. Les hommes de ces deux hauts personnages, mais également un grand nombre d'autres représentants du pouvoir central s'insinuent toujours davantage dans les rouages politiques locaux, contestant au consulat ses prérogatives.

#### Le gouverneur

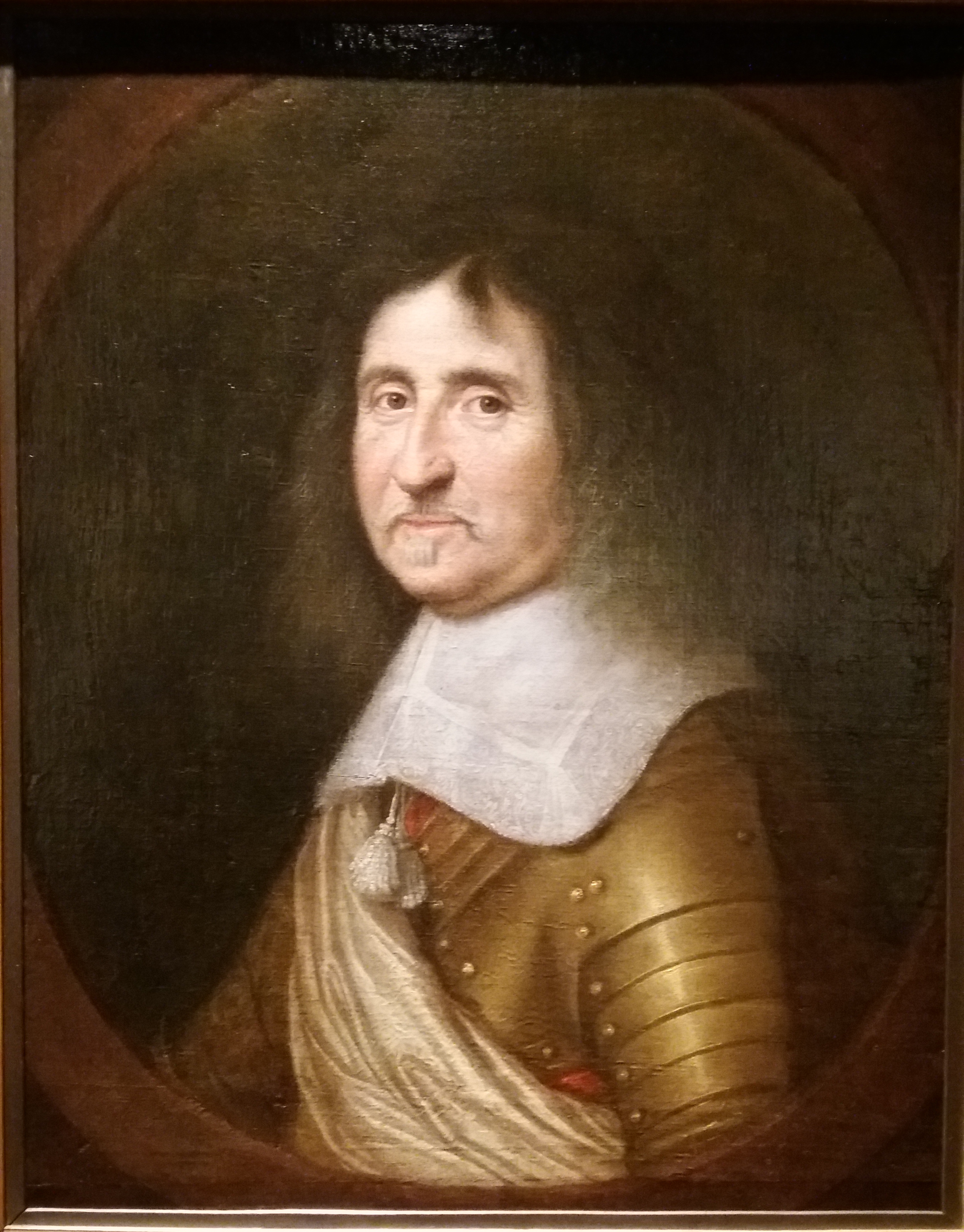
Charles de Neuville, gouverneur de Lyon de 1607 à 1642, portrait conservé aux musées Gadagne.

Le gouverneur a pour fonction de représenter le roi, et dirige les forces militaires locales, qu'elles soient salariées par la ville ou directement par lui-même. La milice urbaine, les pennons, qui sont alors au nombre de 35, forment une troupe de faible qualité. La ville complète donc ses forces de l'ordre une compagnie d'arquebusiers et un groupe de soldats de métier. Le gouverneur dispose également en propre de deux corps d'hommes d'armes : les brigades de la maréchaussée et la Compagnie franche du régiment du Lyonnais, composée d'une cinquantaine d'hommes. Les brigades de la maréchaussée sont une quinzaine de groupe d'environ cinq hommes sous les ordres du prévôt général ; deux brigades sont à Lyon. La Compagnie franche, directement sous les ordres du gouverneur, garde le château de Pierre-Scize, les portes de la ville, les ponts, le magasin à poudre et patrouille dans les faubourgs.
Le gouverneur influence le choix des membres du consulat pour satisfaire le roi, allant certaines fois jusqu'à choisir directement telle ou telle personne. Il a le pouvoir de casser une élection, s'il estime qu'elle amènerait au pouvoir municipal une personne indocile. Le gouverneur est le plus important relais de l'autorité royale dans la région (contrairement à d'autres régions, où cette place est dévolue à l'intendant et où le gouverneur a désormais un rôle secondaire), et toujours choisi dans la meilleure noblesse locale. Cette prééminence trouve son apogée avec Camille de Neufville de Villeroy qui, durant 40 ans, cumule les fonctions de gouverneur et d'archevêque.
La famille Villeroy, qui parvient à se maintenir à ce poste durant deux siècles parvient à instaurer un système d'influence où toutes les places les plus importantes locales ne peuvent être obtenue que par leur entremise. Ainsi, les membres de l'échevinage ou le poste essentiel de recteur de l'Hôtel-Dieu ne sont pourvus que par leur plume. De même, les actes règlementaires du consulat réserve de manière formelle les nominations des employés municipaux de première classe au gouverneur. Cette mainmise n'est ébranlée qu'au moment de la réforme Laverdy.

#### L'intendant
Les intendants de Lyon, officiers de la généralité de Lyon, sont longtemps de simples inspecteurs attachés aux finances et, contrairement à de nombreux autres endroits en France, ne prennent de grands pouvoirs localement que très tard, du fait de la présence de gouverneurs très puissants. Ce n'est qu'à partir de Pierre Poulletier (1718-1739), durant la Régence, que l'intendant commence à avoir crédit et influence sur place. Par la suite, les intendants prendront une place grandissante, voire prépondérante dans les affaires de la cité. Ils sont alors moteurs pour les affaires économiques, les grands travaux, la modernisation et la centralisation administratives.

##### Le bureau des finances de la généralité de Lyon
Créé en juillet 1577 par l'édit de Poitiers, cette institution est dès le départ, et durant toute son existence fortement liée aux besoins d'argent de la monarchie. Né pour améliorer la levée des impositions et protéger le domaine royal, le bureau sert également à la monarchie, comme tous les autres de France, à lever aisément de l'argent frais en créant des offices vénales en son sein. L'augmentation du nombre d'officiers du bureau est progressive, avec un premier pic sous Louis XIII. Son successeur hérite d'une situation démesurée, qu'il commence, sous Colbert par purger. Mais les besoins d'argent frais font à nouveau enfler l'institution sans aucun rapport avec les besoins de l'administration. C'est seulement sous Louis XV que la diminution du nombre d'officiers prend réellement corps pour se maintenir à un niveau plus raisonnable durant l'ensemble du XVIIIe siècle.

### Les institutions locales
La ville de Lyon dispose de nombreuses institutions qui lui permettent de fonctionner et de protéger ses habitants le mieux possible. La première institution de la ville, le consulat, n'a plus l'autonomie d'antan depuis l'édit de Chauny de 1595 qui place la nomination des membres du consulat sous le contrôle royal. La ville dispose toutefois de grandes marges de manœuvres, permises entre autres par plusieurs privilèges hérités des siècles passés et soigneusement défendus. La ville dispose également de plusieurs autres structures, l'hôpital de l'Hôtel-Dieu ou le tribunal de la conservation. En revanche, les forces de police locales sont nombreuses et quelquefois concurrentes, émanant de pouvoir différents.

#### Un consulat soumis au roi
Toutefois, c'est bel et bien le consulat qui gère au quotidien la cité rhodanienne.

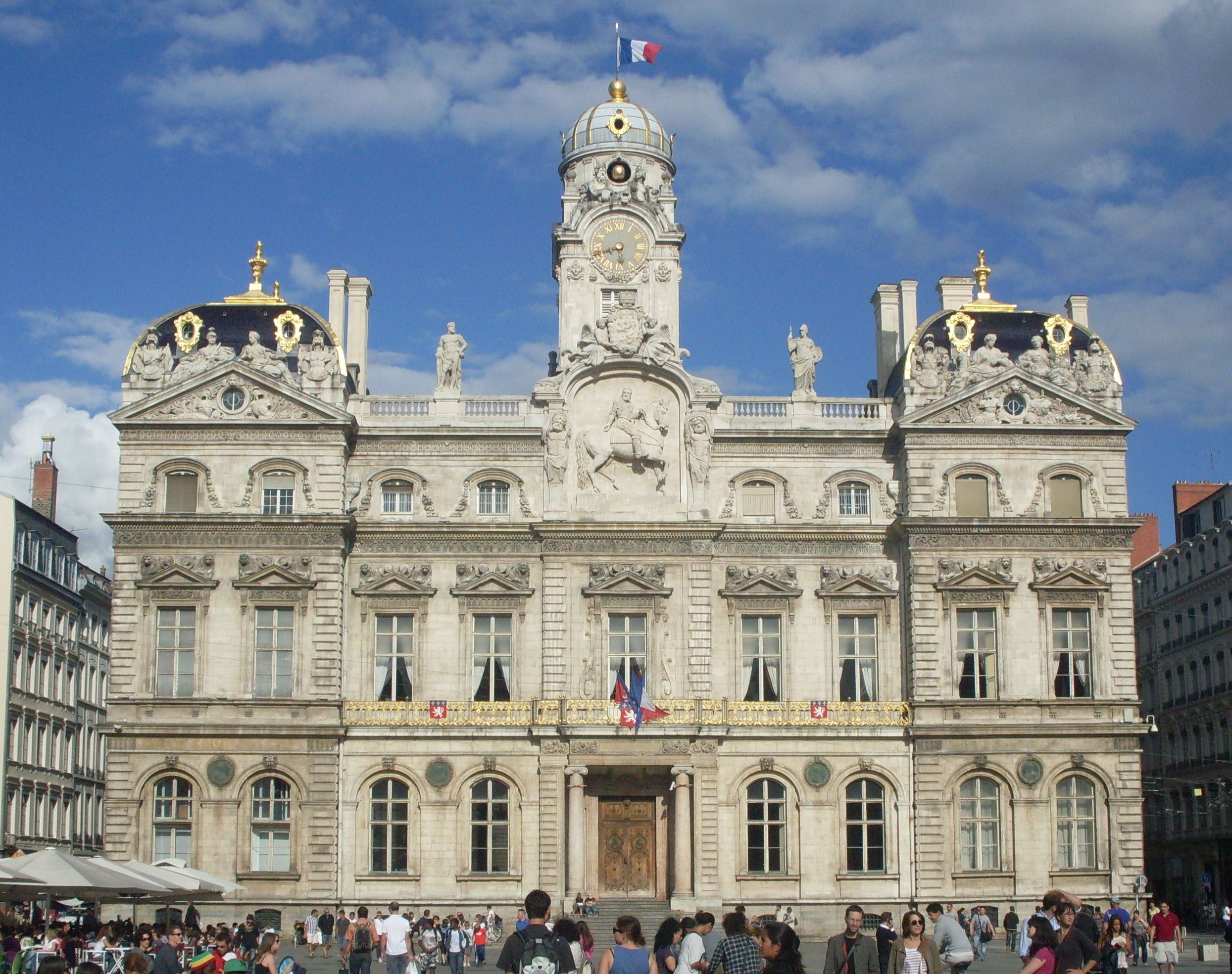
Hôtel de ville de Lyon.

Celui-ci possède toujours, malgré sa soumission au roi, un très grand prestige local ; les plus grandes familles œuvrent en permanence pour y accéder. Ce lustre est mis en scène à de nombreuses reprises, notamment lors des entrées royales. Présents aux meilleures places lors des processions religieuses, lors des festivités nationales, leurs membres président toutes les fêtes locales. La construction du fastueux hôtel de ville, place des Terreaux, participe de cette volonté de glorification.
Si les familles importantes de la ville souhaitent entrer au consulat, c'est qu'il est la porte d'entrée pour de grandes carrières, et permet d'offrir places et emplois pour la famille et les amis. L'entrée au consulat confère automatiquement la noblesse, de nombreuses exemptions de taxes et des émoluments importants. Durant le XVIIe siècle, le consulat est composé essentiellement d'hommes de loi, issus des administrations, et de rentiers ; ce qui correspond à une période de faiblesse économique de la ville. Au contraire, au XVIIIe siècle, les marchands soyeux réinvestissent fortement les place consulaires, au détriment des rentiers, ceci au moment où les industries de la ville se développent considérablement.
Le consulat gère l'ensemble des services de la cité. Mais leurs décisions les plus importantes sont toujours visées par les agents royaux, et susceptibles d'être refusées. Ainsi, les plus grandes décisions de la cité ne se prennent souvent pas à Lyon, mais avec le gouverneur, et donc à Paris ou Versailles.

#### Les forces de police consulaires
Aux XVIIe et XVIIIe siècles, les antiques pennonages, structures bénévoles et volontaires ne sont plus des forces de police effectives. Tombée en désuétude, cette institution ne mobilise plus pour cette fonction.
Pour remplacer les pennons, le consulat salarie une compagnie d'arquebusiers de deux cents hommes. Avec les jours d'entrainements et de repos, il y a en permanence une cinquantaine d'arquebusiers en poste dans la ville. Dirigés par le Capitaine de la ville, escortant les échevins et les hautes personnalités, ils sont les premiers appelés pour maintenir l'ordre, notamment lors des troubles fiscaux ou frumentaires. Ils sont surnommés les « garots ». La ville dispose également d'une seconde compagnie, la compagnie du guet. Créée en 1565, elle est financée par le consulat mais le gouverneur tout comme le sénéchal ont un droit de regard sur ses membres. Elle est dirigée par un capitaine et un lieutenant nommés par le consulat et est composée d'une cinquantaine d'hommes. Ils ont pour fonction de surveiller les prisons, les exécutions, les spectacles et font des rondes de surveillance la nuit à cheval. Ils sont également chargés de la sécurité des officiers de la cour des monnaies.
La ville dispose également de commissaires de police chargés des dépôts de plainte et des premières investigations avant une éventuelle instruction. Ils deviennent officiers du roi en 1669 lorsque le consulat rachète à Louis XIV les charges que celui-ci vient de créer pour les remplacer. Ce groupe de dix commissaires comprend à partir de cette époque un lieutenant général de police, un procureur du roi à la police, huit commissaires et six huissiers.
Enfin, la ville entretient une compagnie militaire, la compagnie des chevaliers de l'arc et de l'arquebuse ; cette compagnie est mobilisée en cas de menace militaire.
Ajoutée aux forces du gouverneur, cette multitude de groupes devant assurer l'ordre ne mobilise pas l'ensemble des effectifs en permanence, loin de là. Françoise Bayard estime que tout compris, il n'y a en permanence qu'une centaine d'hommes en arme à Lyon en même temps, les autres étant en repos ou en entrainement.

### La bourgeoisie et ses privilèges
La cité rhodanienne dispose depuis le XVe siècle de plusieurs privilèges qui protègent les bourgeois lyonnais et font de la ville un lieu attractif pour les habitants des alentours. À partir du XVIIe siècle, ses avantages sont constamment combattus par ceux qu'ils lèsent et âprement défendus par les bourgeois lyonnais.
Le premier privilège est d'être libre de garnison. La cité, lorsque des armées royales passent, n'est pas tenue de les loger et les nourrir. Ainsi, le fardeau des armées en guerre retombe sur les villes et villages environnant. Une seule fois la monarchie n'a pas respectée ce privilège, en 1603, lorsque cinq compagnies d'Henri IV sont imposées à la cité. Sinon, elles dorment et sont logées dans les communes composants les faubourgs ; traditionnellement, La Guillotière accueille la cavalerie, et l'infanterie se rend à Vaise et à la Croix-Rousse,.
Le second privilège, bien plus important, est d'être exonéré de la taille due sur les biens ruraux établis dans les provinces de Lyonnais, Forez et Beaujolais. Cet impôt retombe alors sur l'ensemble des communes de la généralité et nombreux sont les notables des cités environnantes à tenter d'y échaPper en habitant plus ou moins réellement à Lyon. Par réaction, la cité promulgue continuellement des restrictions et conditions pour pouvoir bénéficier du droit de bourgeoisie et donc être exempté. Des conflits juridiques tout aussi continuels émaillent l'ensemble de la période moderne à cause de ce privilège,.
Le troisième privilège permet aux bourgeois lyonnais de faire entrer le vin qu'ils possèdent sans payer l'octroi ni les aides, et notamment le huitième, et de le vendre, avec gros profits dans des cabarets de bas d'immeuble,.
Enfin, les bourgeois lyonnais sont exemptés du droit de franc-fief et des devoirs du ban et de l'arrière-ban. Ces deux dernières dispositions sont toutefois anecdotiques.

## La société lyonnaise

### Une société en mutation
Au cours des deux siècles de l'absolutisme, Lyon voit sa géographie sociale se transformer. Les zones de richesses passant début XVIIe siècle d'un « axe Change - Pont de Saône - Herberie » à un axe « Hôtel de ville - Place des Terreaux » fin XVIIIe siècle. Ce déplacement des élites s'accompagne d'une ségrégation sociale affirmée, des quartiers devenant exclusivement bourgeois, autour des Terreaux et de Bellecour, principalement. Ceci alors que la densité des quartiers populaires augmente considérablement.

### Les émotions populaires
Les deux siècles de l'absolutisme voient les troubles sociaux se poursuivre. Certaines émotions sont de classiques mouvements frumentaires, telles les mouvements de l'année 1653. D'autres troubles ont pour origine de nouveaux impôts ou taxes. Pratiquement chaque nouveauté en ce domaine conduit à des échauffourées ou des pillages. En 1632, à deux reprises, une foule se lève pour attaquer les personnes venues de la capitale pour percevoir un nouveau droit. Face à ces révoltes, le consulat se trouve dans une position inconfortable. Il doit tout à la fois protester de sa fidélité au roi, et tenter de conserver une légitimité face aux lyonnais. Il y parvient de moins en moins, et s'impose de plus en plus par la force.

### La formation de la «Grande Fabrique»
La transformation sociale la plus significative survient, au cours du XVIIIe siècle, avec la hausse de la population directement employée à la confection des pièces de soie. Une sensibilité sociale particulière se développe. En effet, le monde de la Grande Fabrique se développe et se transforme. Les travailleurs de la soie se retrouvent très nombreux, mais également de plus en plus dépendants d'une petite élite de marchands soyeux par lesquels ils sont obligés de passer pour avoir des commandes et accéder aux débouchés. Un nouveau type de conflits se développe donc, au sein d'un groupe assez nombreux pour créer une société à part entière. Une solidarité s'établit, avec des menaces communes (crise de la demande, baisse des tarifs) et un métier commun. Cela débouche sur des contestations nouvelles, non pas liées à une crise, mais qui ont lieu durant des périodes fastes, notamment les révoltes de 1717, 1744-45 et 1786. Il s'agit de garantir le revenu face aux donneurs d'ordre, par la création d'un tarif fixe, indépendant des fluctuations de la demande ; mais également de tenter d'obtenir un rôle institutionnel. Confrontées à ces revendications, la justice royale est particulièrement sévère. Ainsi, la Révolte des deux sous du 7 août 1786, est vigoureusement réprimée dès le 10 août par décision du consulat,,.

#### Les luttes d'influence pour la maîtrise de la Fabrique
Une ordonnance consulaire du 4 juin 1718 bloque l'ascension par les maîtres tisserands à la classe des marchands à l'aide un droit d'entrée très élevé. À la suite de la commande royale de 1730, le Contrôleur général des finances Philibert Orry promulgue un nouveau règlement le 8 octobre 1731, qui est très favorable aux gros marchands. À cette époque, la Fabrique compte 120 à 180 gros marchands, environ 700 petits et 8 000 maîtres-ouvriers. Une lutte d'influence se poursuit, qui aboutit à la proclamation d'un nouveau règlement en 1737, qui autorise l'association de plusieurs petits marchands ou d'ouvriers, et la vente directe, sans être obligé de passer par l'intermédiaire d'un grand soyeux. Suspendu dès 1739, ce règlement est remplacé en 1744 par un nouveau qui consacre la suprématie de l'élite commerciale. À son annonce, en août, des émeutes ont lieu, menées par des maîtres-ouvriers. Les forces locales de l'autorité sont dépassées et le gouvernement suspend le nouveau règlement pour apaiser les esprits. L'année suivante, la situation est violemment reprise en main et le règlement de 1744 définitivement imposé,.

#### La structure sociale
Au XVIIIe siècle, le monde de la Fabrique est composé de quatre groupes superposés.
La plus haute élite sont les négociants qui maîtrisent le commerce en gros de la soie grège, revendant la matière première aux marchands-fabricants. Ces quelques dizaines de familles cumulent également des investissements dans la filature, la revente de soie tissée et la banque. Ces très gros commerçants sont fréquemment liés avec des familles italiennes, turinoises ou milanaises.
Un second groupe comprend une centaine de marchands-fabricants, également appelés « soyeux », qui fournissent de la soie à tisser, emploient des dessinateurs et revendent les tissus commandés. Une trentaine d'entre eux sont de grande envergure et sont proches du premier groupe, duquel ils se distinguent par leur manque de maîtrise des circuits commerciaux en amont. Cette classe est subdivisée en deux groupes, les « gros marchands », qui vendent dans un véritable magasin et emploient un grand nombre d'ouvriers en dehors de leur atelier, et les « petits » qui fabriquent eux-mêmes et vendent pour leur propre compte, avec en moyenne quatre métiers dans leur maison.
Le troisième groupe est celui des maîtres-ouvriers, qui possèdent un ou plusieurs métiers à tisser. Ils reçoivent les fils et dessins des marchands-fabricants et peuvent à leur tour employer des apprentis ou des aides. Ce groupe supporte difficilement l'état de sujétion dans lequel les règlements le placent, ainsi que l'absence de garantie sur la rétribution de leur travail, le « tarif ». Il s'organise, clandestinement puisque toute association de corps est interdite, et proteste, quelquefois violemment comme en 1744.
Enfin, le dernier groupe est celui des innombrables aides, apprentis et ouvriers ne possédant pas leurs outils de production.

#### Système public de soutien à l'innovation
Les pouvoirs locaux ont bien conscience que l'innovation est la clef de leur réussite commerciale. Le soutien aux inventeurs s'institutionnalise au travers de deux modes de rétribution financière. Le premier vient directement de la corporation de la Fabrique, qui fournit par exemple à Jean-Baptiste Falcon 52 194 livres entre 1738 et 1755 pour le récompenser de ces travaux de perfectionnement du métier à tisser. Le second est régi par la municipalité et l'intendant. Il est approvisionné avec la caisse du droit des étoffes étrangères, créée en 1711. À partir de 1725, une partie du revenu de cette caisse est octroyée à des inventeurs, cette proportion augmentant à partir des années 1750. Ces mécaniques sont complétées par une prime à la diffusion, récompensant les personnes qui adaptent un nouveau système à un grand nombre de métiers à tisser.
Au cours du siècle, les méthodes de validation des demandes de fonds deviennent de plus en plus élaborées, et reposent sur l'expertise croisée d'académiciens et de professionnels. Cette coopération entre corps de métier variés inaugure une tendance lourde de la culture lyonnaise, qui recherche le consensus, l'arbitrage et qui aboutit au début du XIXe siècle à l'institution du conseil des prud'hommes.
Les élites lyonnaises multiplient ainsi les aides à l'innovation et à la diffusion des techniques à la fois dans un esprit de respect des solidarités corporatistes et de récompenses des pratiques individuelles innovantes. « À Lyon, les inventions sont un bienfait pour l'économie de la ville et du royaume, avant que d'être atout dans les mains de leur concepteur ». Les privilèges exclusifs sont donc très rares à Lyon, et concernent rarement le monde de la soie.

## Une économie spécialisée - Lyon, capitale de la soie
Durant les XVIIe et XVIIIe siècles, l'économie lyonnaise se spécialise progressivement dans la soierie et devient à la fin de la période une cité spécialisée dans ce secteur. La ville se développe grâce à cet atout proto-industriel et les autres secteurs de l'économie en profitent sans connaître d'évolution aussi importante.
Les métiers sont à Lyon libres de s'organiser localement, sauf quatre qui doivent soumettre leur règlement au roi. Lyon est une ville qui acquiert des signes de proto-industrie plutôt tardivement comparativement à d'autres cités de cette époque, sauf dans certains secteurs particuliers, tel la soierie. En dehors des groupes de métiers que l'on retrouve partout, le bâtiment, les métiers de bouche et d'habillement, Lyon possède de nombreux secteurs manufacturiers plus pointus qui lui sont propres.

### La soie, moteur de l'économie lyonnaise
Durant les XVIIe et XVIIIe siècles, la Fabrique lyonnaise est intimement dépendante de la cour royale, et dans une moindre mesure des conflits agitant les monarchies européennes. Ce lien explique les successions de périodes fastes et plus difficiles que traversent le monde ouvrier de la soie et son commerce.

#### De Henri IV à Louis XIV
Au début du XVIIe siècle, la Fabrique compte quasiment 1 000 maîtres-tisserands, qui possèdent environ 2 000 métiers à tisser et regroupe en tout moins de 3 000 personnes. À cette période, l'industrie de la soie lyonnaise connait deux évolutions importantes. La première est technique avec d'un côté l'introduction par Claude Dangon du métier à la grande tire, importé d'Italie, permettant de tisser des façonnés. Par la suite, Octavio Mey fait découvrir les secrets du lustrage de la soie par en 1655. La deuxième évolution est l'apparition d'un règlement régissant la profession. Jusqu'à cette époque, les maîtres tisseurs étaient libres de s'organiser comme bon leur semble.
Ces évolutions permettent à Lyon de soutenir la comparaison avec Paris et Tours, et de rejoindre le niveau des productions des cités italiennes En effet, jusqu'au milieu du siècle, les cités du nord et du centre de l'Italie dominent la soierie européenne à la fois par la qualité et la quantité de leur production. Elles imposent au continent leur style, recherché par toutes les élites,.

##### Les réformes de Colbert et les soyeux, fournisseurs du roi

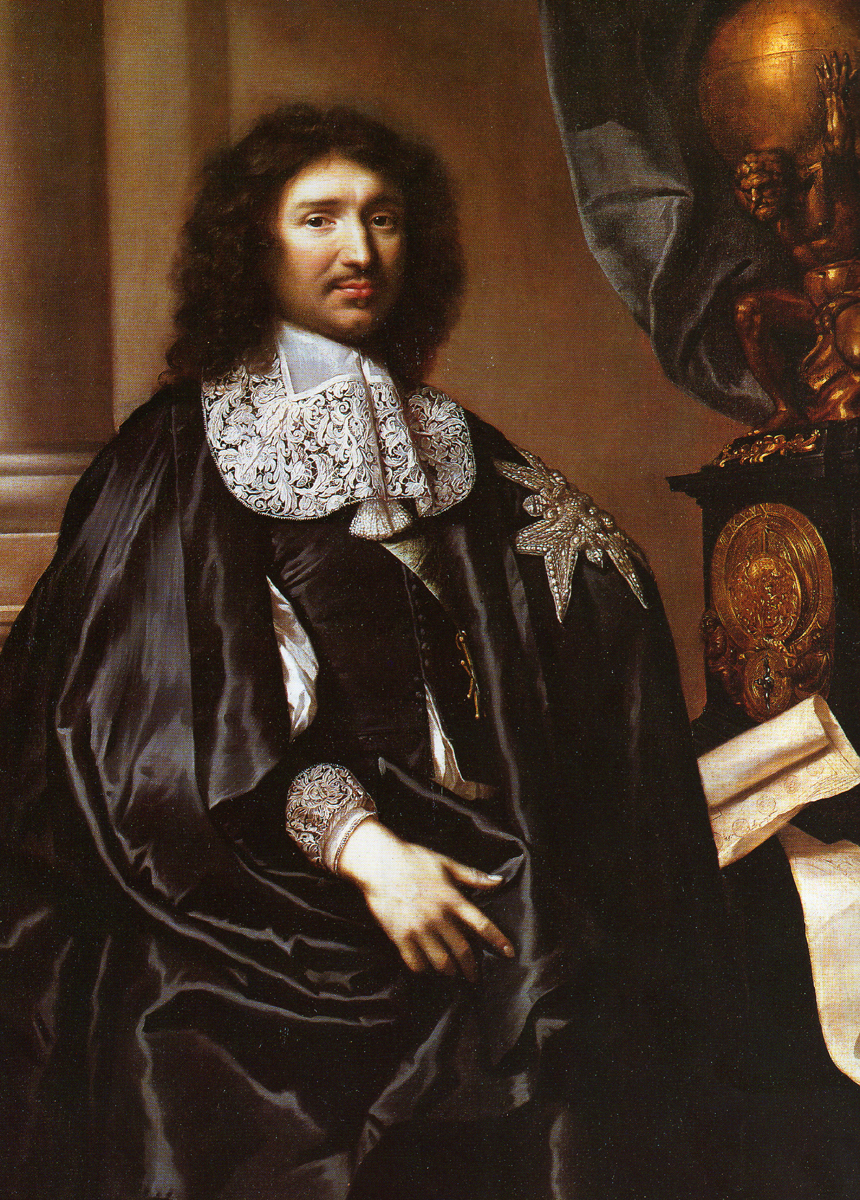
Portrait de Colbert par Claude Lefèbvre, conservé au château de Versailles.

En 1667, Jean-Baptiste Colbert établit plusieurs ordonnances sur la « Grande Fabrique de Soie » lyonnaise. Ces arrêtés et règlements encadrent strictement la fabrication en détaillant la qualité attendue pour les commandes royales, rendant notamment obligatoire la tenue de livres de fabrication. La politique mercantiliste de Colbert profite à la Fabrique, le nombre de tisserands de la ville triple entre 1665 et 1690. Cet essor n'est pas brisé par la révocation de l’édit de Nantes (1685), même si de très nombreux soyeux de confession protestante s’exilent en se réfugiant notamment en Suisse et à Londres.
Sous Louis XIV, les soyeux continuent d'imiter les dessins italiens pour satisfaire une clientèle française attachée à ces motifs,. Ils ont surtout le roi pour client et décorent entre autres le château de Saint-Germain-en-Laye ou le Versailles avec, par exemple, le « brocard des amours » dans la chambre royale en 1673.

##### 1690 - 1730 - Mutation commerciale et stylistique
À la fin du règne de Louis XIV, les commandes prestigieuses de Versailles s'arrêtent. Les deuils royaux tarissent considérablement les achats de la famille royale et de la cour. Les marchands lyonnais se tournent alors vers l'étranger, la mode parisienne étant devenue la norme en Europe. Ils se lancent dans une politique d'innovation stylistique continue pour tout à la fois renouveler l'intérêt des clients en permanence et répondre aux imitations réalisées dans les pays étranger. Cette stratégie, guidée grâce à la proximité des marchands-fabricants des cours de Paris et de Versailles, permet à Lyon d'évincer progressivement en France les tissus étrangers, italiens, anglais ou hollandais. Les résultats commerciaux restent cependant mitigés jusqu'aux années 1730, les gains réalisés ne compensant pas complètement les pertes dues à l'arrêt des immenses commandes royales.

#### Sous Louis XV et Louis XVI

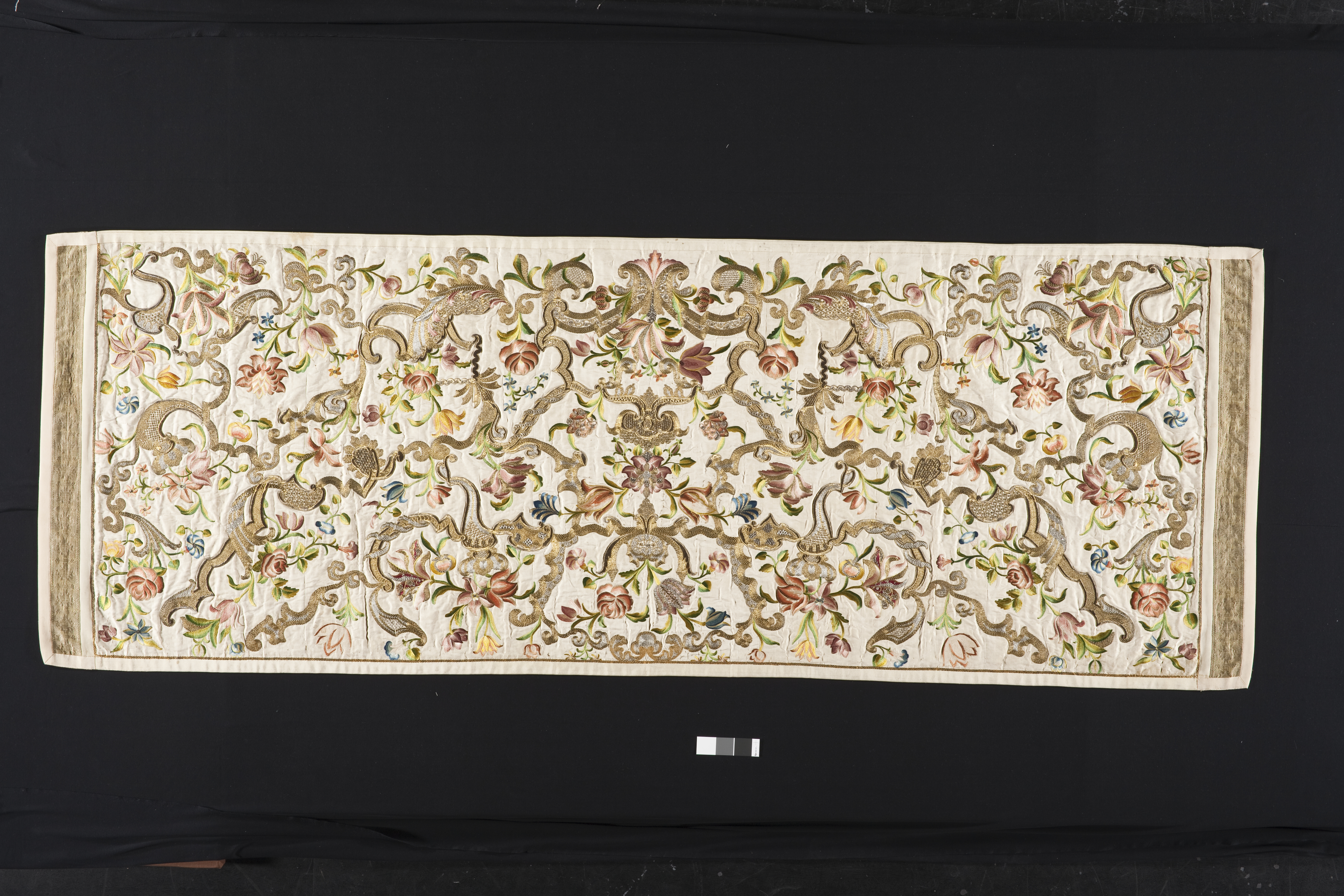
Antependium brodé vers 1730-1740, conservé au musée d'art du comté de Los Angeles.

Bénéficiant des évolutions favorables connues sous Louis XIV, la Grande Fabrique traverse le Siècle des Lumières en dominant le commerce européen de la soie ; elle a à l'étranger « la juste réputation de métropole de la soie ». L'industrie soyeuse soutient de nombreuses innovations du métier à tisser, qui améliorent la production.
Après deux siècles où les soyeux lyonnais suivent la mode étrangère et surtout italienne, ils s'émancipent complètement au XVIIIe siècle dans une course à l'innovation et au renouvellement permanent,. Le centre européen de la mode est alors Paris, où tous les fabricants lyonnais se tiennent pour ne jamais manquer les tendances de la cour. Ils y envoient leurs dessinateurs qui s'inscrivent pleinement à la pointe de ce mouvement. Les deux personnes emblématiques de cette activité artistique sont Jean Revel et Philippe de la Salle. La Fabrique acquiert un tel prestige que les autres centres de production européens se mettent à leur tour à la mode lyonnaise,.
Durant ce siècle, les lyonnais exportent la majorité de leur production en Europe du Sud ou du centre. Via l'Espagne, ils font circuler leurs produits jusqu'en Amérique du Sud. Les tissus de soie lyonnais se vendent également largement dans les pays nordiques et notamment la Suède. Les marchands lyonnais sont toutefois en concurrence avec plusieurs autres pays producteurs, dont l'Italie ou du Royaume-Uni. Cette dernière tient fermement le marché sur son sol, et celui de l'Amérique du Nord.

##### Crises et difficultés: 1750-1770

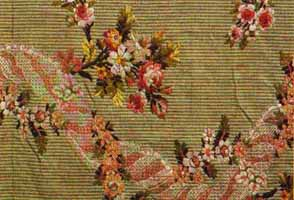
Brocart de soie lyonnaise (1760-1770).

Entre les années 1750 et 1770, plusieurs crises malmènent les affaires lyonnaises. Ces périodes de difficultés commencent peu avant avec la guerre de Succession d'Autriche (1740-1748), puis surtout la guerre de Sept Ans (1756-1763) ; et sont accentuées par de nombreux deuils à la cour ou à des conflits dans les pays du nord grands importateurs de soie lyonnaise,. La crise connait un pic en 1771, avec le conflit entre l'Empire russe, la Pologne et l'Empire ottoman, tous trois importateurs d'étoffes lyonnaises.
En 1756 est fondée une école des Beaux-arts par l'abbé de Lacroix-Laval et un groupe d'amateurs d'art. Elle devient en 1780 l'« École royale académique de dessin pour le progrès des arts et celui des manufactures de la ville de Lyon », dispensant des cours gratuits. Elle forme de nombreux dessinateurs lyonnais à la peinture classique et à la reproduction des fleurs naturelles dans toutes leurs nuances. Ils recherchent toutefois à évoluer pour proposer des nouveautés à leurs commanditaires et clients. « Entre 1750 et 1770, les guirlandes de fleurs et de végétaux, les ramures, les rubans, les cordelières de passementerie… parcourent verticalement les étoffes en mouvements ondulants, méandres ou « rivière » dans le style rocaille ». La technique du dessin destiné au tissage est théorisé pour la première fois par Joubert de l'Hiberderie dans son « Manuel du dessinateur pour les fabriques d'étoffes » de 1765,,.
Le dessinateur le plus emblématique de cette période est Philippe de la Salle, considéré dans les années 1760 comme le meilleur de sa profession,,. Ce dernier, avec bien d'autres, travaille également à l'amélioration technique des métiers à tisser, notamment à l'allègement du travail du tireur de lacs. Il perfectionne également les navettes, d'autres parties du métier et invente le semple amovible. Soutenu comme dessinateur, pédagogue et inventeur par la Fabrique et la ville de Lyon, il reçoit 122 000 livres de leur part pour l'ensemble de ses actions en faveur de la soierie lyonnaise. Sa renommée est telle qu'il est invité à faire une démonstration de tissage aux Tuileries devant Louis XVI, qui l'anoblit en 1775.

##### Le renouveau avant la tourmente révolutionnaire: 1770-1790

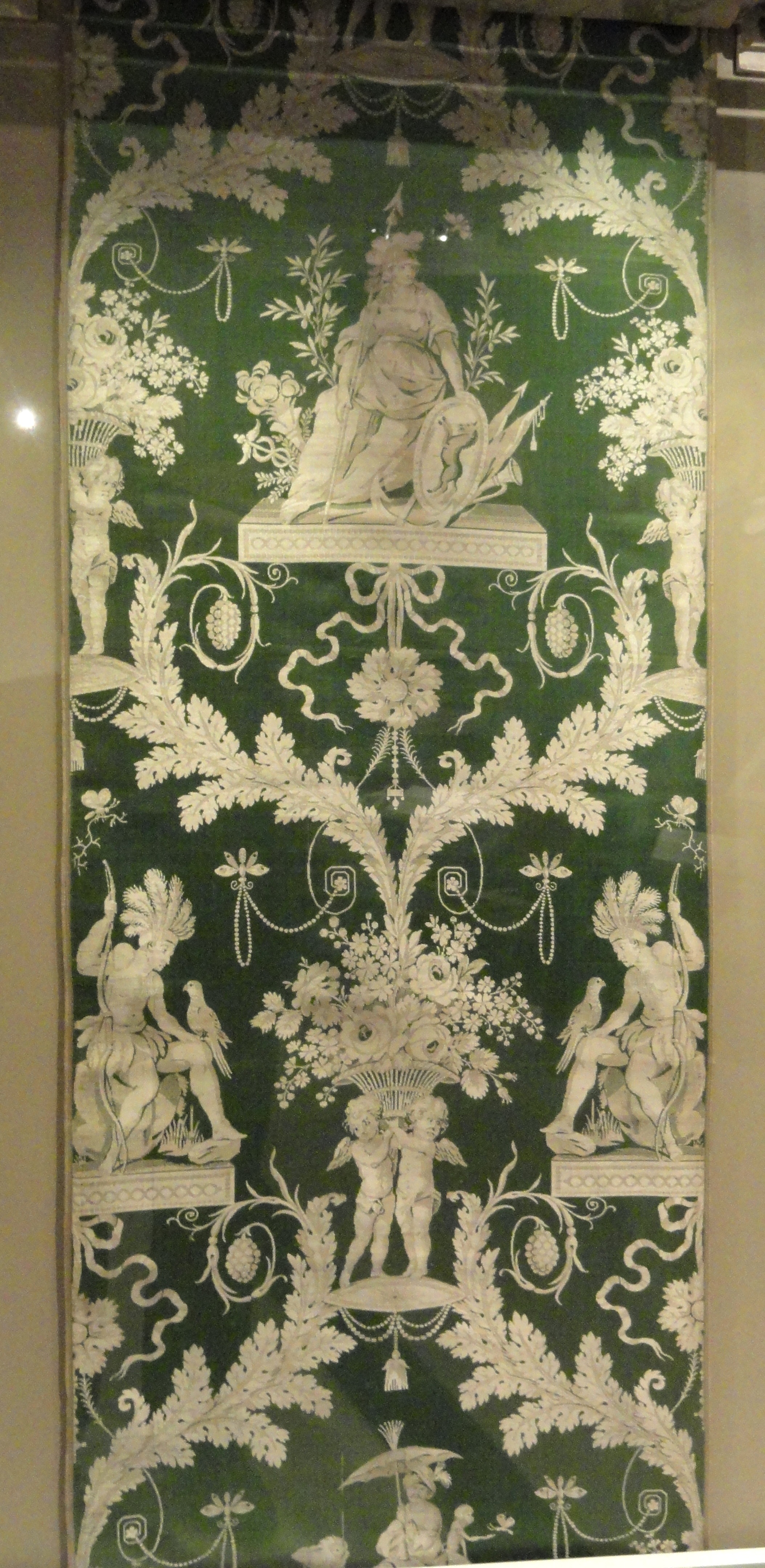
Brocard de style néoclassique tissé à Lyon en 1785 ayant pour thème : « Les quatre parties du monde ». Conservé au Musée royal de l'Ontario.

Un renouveau survient à partir du début du règne de Louis XVI et surtout dans les années 1780, en partie grâce à l'administrateur du garde-meuble Thierry de Ville d'Avray. Persuadé de l'excellence des artisans lyonnais, il établit une série de commandes entre 1785 et 1789 qui restaurent l'activité dans la ville. Ces commandes sont destinées aux appartements royaux de Versailles, à ceux de Rambouillet, de Saint-Cloud et de Compiègne,.
Pour s'adapter à l'évolution des goûts, la Fabrique se tourne vers la broderie, développant un large secteur de brodeuses sur soie. Les marchands-fabricants se tournent également vers l'imitation de techniques qui ont du succès telles le mélange d'autres fibres avec la soie, le moirage du Gros de Tours ou le droguet, dans lequel la chaîne concourt au même titre que la trame à la formation du dessin.
En cette fin du XVIIIe siècle la réputation des soyeux lyonnais permet d'obtenir à nouveau de larges commandes de cours européennes, notamment celle de Catherine II de Russie et celle de Charles IV d'Espagne. Ainsi, Camille Pernon est introduit par Voltaire à la cour de Russie et il devient l'agent de Catherine II entre 1783 et 1792,.
Avec les cycles de prospérité et d'années difficiles, l'idée d'un tarif minimal pour les tissages apparait, et devient une revendication forte. En 1786, la Révolte des deux sous, qui voit à nouveau se confronter maîtres-marchands et ouvriers est sévèrement réprimée. Les autorités réitèrent alors le pouvoir absolu du consulat dans la sanction du commerce entre grands marchands et ouvriers, consulat lui-même largement aux mains des premiers. Le pouvoir royal interdit toute hausse des prix et toute organisation ouvrière. Cette révolte, dans son fonctionnement, préfigure les grandes révoltes ouvrières du XIXe siècle.
À l'aube de la Révolution, on dénombre à Lyon 14 000 métiers à tisser, qui occupent plus de 30 000 tisserands et 30 000 employés pour les activités annexes ; ceci pour une population totale d'environ 150 000 habitants.

### Les autres secteurs manufacturiers
Lyon sous l'ancien régime est une grande ville française disposant d'un large éventail de secteurs artisanaux. La plus grande partie des artisans œuvrent dans les secteurs traditionnels du bâtiment, de l'alimentation ou de l'habillement. Une fraction notable travaillent cependant à des réalisations plus qualitatives, touchant quelquefois au luxe.

#### Les métiers de bouche
La proportion d'artisans de l'alimentation au sein de la population artisanale lyonnaise décroît entre le XVIe et le XVIIIe siècle. Alors qu'ils représentent 14,4 % de la population d'artisans en 1545, ils ne sont plus que 7,1 % en 1789. Ces métiers se regroupent pour la plupart géographiquement en fonction de leurs spécialités. Les bouchers sont regroupés rue de la Lanterne, vers l'Hôtel-Dieu, à Saint-Georges et Saint-Paul. Les meuniers sont présents sur la Saône, au quartier Saint-Clair et à la Quarantaine, on ne trouve des fromagers que sur la presqu'île.

#### Le tissage et la teinturerie
En dehors de la soie, Lyon possède de nombreux artisans qui travaillent toutes sortes de matières.
Le travail de la laine existe depuis la fin du Moyen Âge et reste une industrie importante de Lyon. En 1671, la corporation établit ses règlements et en 1700 une première véritable manufacture nait à Lyon. Les entrepreneurs, Claude et Joseph Verdun, créent par la suite une autre manufacture à Neuville-sur-Saône. À la fin du siècle, cette activité s'est déplacée dans le quartier Saint-Clair. Le tissage des futaines de laine et de coton se développe, de même que celui du chanvre.
Mais Lyon se spécialise fortement dans le travail de tissus bruts, notamment par le blanchissement et la teinture de toiles venus des régions voisines. Les impressions sur cotonnades, longtemps interdites, apparaissent en 1759 au château de Buisson à Fontaines-Saint-Martin ; et en 1786 dans le quartier Perrache, dominés par les Suisses Picot et Fazy. À la fin du XVIIIe siècle, il y a plus de 1600 ouvriers teinturiers à Lyon, présent surtout à Perrache,.

#### La faïence
La production de faïence est attestée à Lyon depuis 1512, et perdure jusqu'après l'Ancien régime. Les faïences du XVIe siècle sont surtout représentées par des vases d'apothicaires, leurs motifs assez simples étant très proches de la veine produite à Montelupo, ou proche des réalisations de Della Robbia. On connait également quelques plats ornés de riches décors historiés, datés de la fin de ce siècle, notamment un signé de Geronimo Tomasi et portant la date de 1589.
Au XVIIe siècle, il n'y a que quelques artisans connus, et les fouilles réalisées pour la parking Saint-Georges montrent une production imitant celle de Nevers. Durant ce siècle, les faïenciers, également installés dans le quartier du Griffon, s'éloignent de l'influence italienne. Durant la première moitié du XVIIIe siècle, les ateliers lyonnais imitent les grands centres de production de l'époque, qu'ils soient français tels Moustiers ou Nevers ou italiens comme Alcora ou Turin. Beaucoup se déplacent dans le quartier Saint-clair, et une fabrique royale nait en 1733 à la Guillotière, créée par Joseph Combre, originaire de Moustiers et Jacques-Marie Ravier, avant de se déplacer au quartier Saint-Clair. Durant cette période le style de Moustiers s'impose sur celui de Nevers. En revanche, durant la seconde moitié du siècle, Lyon acquiert un style propre qui parvient à s'imposer sur des marchés nationaux ou internationaux.

#### L'imprimerie
Après un siècle rayonnant à la Renaissance, le secteur de l'imprimerie connait un recul net. Il demeure toutefois important,. Les raisons de ce recul sont doubles ; d'un côté les privilèges royaux qui bénéficient avant tout aux parisiens, et de l'autre, différentes villes françaises ou proches connaissent un développement de ce secteur d'activité, comme Genève, Avignon ou Rouen.

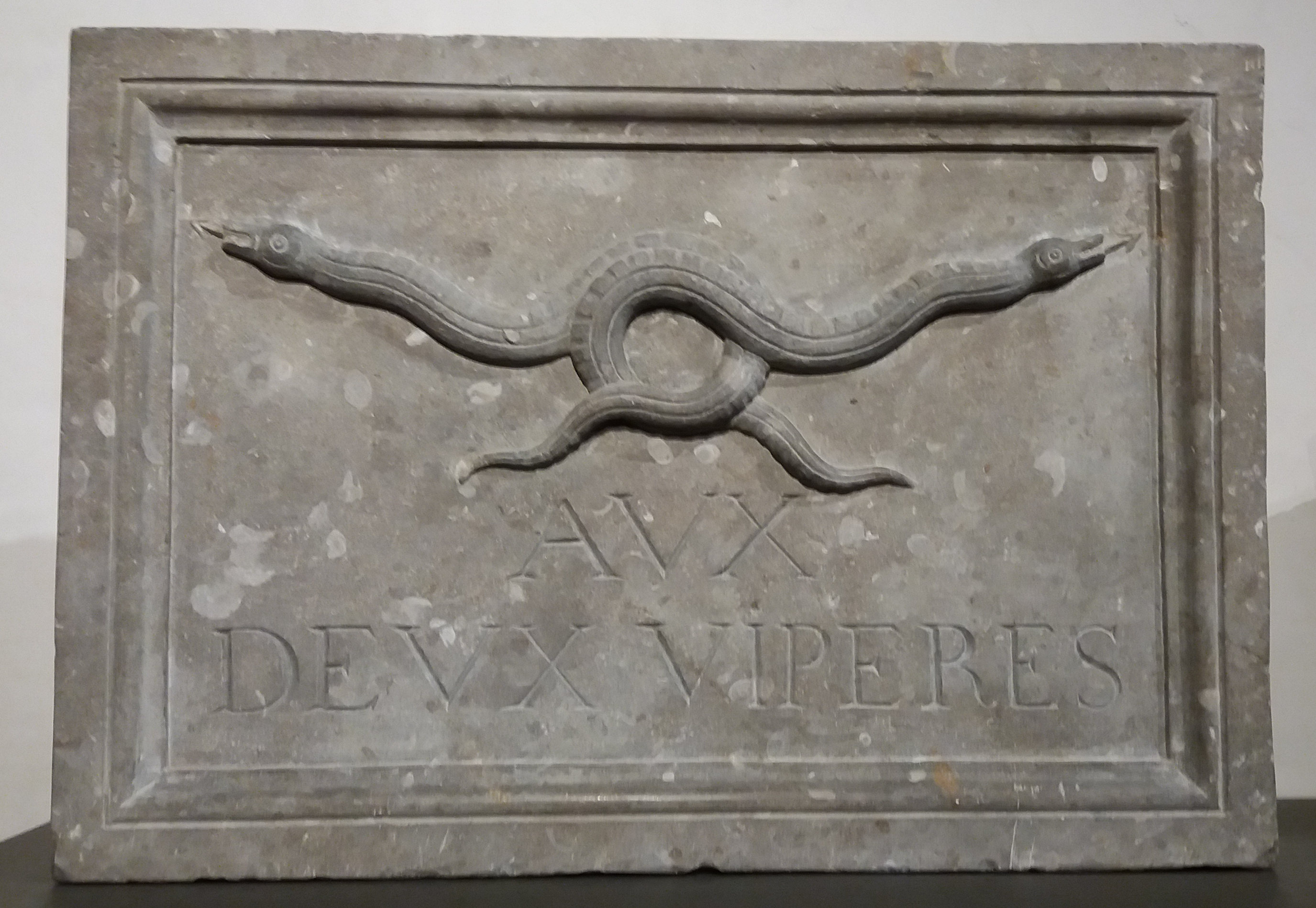
Enseigne Aux deux Vipères, musées Gadagne.

La corporation des libraires a toujours comme centre la rue Mercière et les nouveaux entrants conservent souvent les enseignes de leurs prédécesseurs, telle la famille Julliéron qui garde la boutique Aux deux vipères acquise aux Tournes. Les imprimeurs et les relieurs, quant à eux, sont installés dans les rues avoisinantes. Les libraires et imprimeurs sont tout d'abord organisés au sein de deux structures indépendantes, qui fusionnent en 1686. Cette confrérie est alors installée chez les Célestins du monastère Bonne nouvelle.
Le marché touché par les libraires et imprimeurs lyonnais est international, avec notamment l'Italie et l'Espagne. Les éditeurs lyonnais produisent encore de multiples volumes de droit ou religieux. Plusieurs éditeurs se tournent vers la presse, en plein essor. Et une part importante de l'activité se maintient par la pratique de la contrefaçon.
Parmi les grandes familles d'imprimeurs, notons pour le XVIIe siècle Horace Boissat et Georges Remens. Pour le XVIIIe siècle Deville. La grande majorité des maisons sont lyonnaises, avec quelques étrangers, Lucquois, Genevois, Savoyards, Flamands ou Allemands. Leur nombre diminue au XVIIe siècle pour passer de 120 à 80.

#### Les ébénistes et menuisiers
La liberté d'installation en vigueur à Lyon à l'époque moderne a conduit pour les deux professions d'ébéniste et menuisier à incorporer un grand nombre d'artisans nés et formés hors de la cité. Dans le même temps, le mobilier produit est d'une étonnante homogénéité stylistique. Le bois très majoritairement utilisé est le noyer, originaire du Dauphiné. Contrairement aux armoires, buffets et commodes, les bureaux, coiffeuses et table de jeu portent très souvent une estampille. L'unité stylistique des sculpteurs et ébénistes lyonnais provient peut être de la présence des dessinateurs travaillant pour la soierie lyonnaise, et diffusant des formes décoratives au sein des artisans locaux.
Les métiers d'ébénistes et de menuisiers sont séparés statutairement jusqu'en 1701. Auparavant, seuls les menuisiers sont inscrits dans une corporation et à cette date, les ébénistes sont inclus en son sein. Les quatre maîtres sont alors répartis en trois maîtres menuisier et un maître ébéniste pour diriger l'ensemble. Les ébénistes obtiennent des statuts propres au sein de la corporation en 1757, puis la quittent fonder la leur en 1777.
Au sein de l'ensemble de la production lyonnaise de meuble, c'est pour les sièges que la ville est la plus connue, depuis l'époque moderne jusqu'à nos jours. Ce prestige vient en grande partie de Pierre Nogaret, actif de 1745 à 1771.

#### Les perruquiers
La communauté des maîtres perruquiers, barbiers, baigneurs et étuvistes lyonnais est officiellement créée en 1673. Cette corporation compte 60 maîtres au début du XVIIIe siècle et une centaine à la veille de la Révolution. La corporation est dirigée par quatre maîtres formant un bureau chargé d'appliquer le règlement et de surveiller les concurrences illégales ; ce bureau est installé à l'Hôtel de Gadagne. Le règlement impose un apprentissage de quatre ans et la réalisation d'un chef-d'œuvre pour accéder à la maîtrise. Les enseignes des perruquiers sont trois bassins en étain. Les maîtres perruquiers sont concurrencés par les « chambrelants perruquiers », qui fabriquent clandestinement leurs perruques, souvent des artisans ou des apprentis qui y trouvent un complément de revenus. Ils le sont également par les coiffeuses de femmes, qui profitent de l'interdiction religieuse pour les hommes de toucher les cheveux d'une femme afin de proposer une perruque en plus de la coiffure.

### Banques et grand commerce
Après les années fastes de la Renaissance, le périmètre des foires lyonnaises se modifie et se réduit durant les XVIIe et XVIIIe siècles. Le nombre de familles banquières et marchandes diminue fortement, essentiellement au profit de Paris. En particulier les familles italiennes, qui avaient fait la gloire financière de Lyon au XVIe siècle, sont bien moins nombreuses ; et celles qui restent, telle les Bonvisi au début du XVIIe, puis les Cenamy ou les Franciotty, ont une activité plus modeste. De moins en moins italiennes, les familles commerçantes de la ville deviennent proprement lyonnaises, suisses ou allemandes ; les germaniques sont représentées par les Solicoffre de Saint-Gall, les Spon de Genève, ou les Hervart ou Chenoucq ; les lyonnaises par les Cusset et Philibert.
Les échevins lyonnais se battent pour conserver les privilèges de leurs foires contre les tentatives de la monarchie de les réduire. Cette volonté de voit notamment dans la réédition régulière durant le XVIIe siècle du Livre du Barbier qui les énumère. Mais avec l'avènement pendant la seconde moitié du XVIIe des grandes compagnies, l'organisation commerciale des foires devient obsolète pour le grand commerce. Au même moment, la monarchie impose des rigidités à la tenue des foires qui entravent leur bon déroulement. Enfin, la révocation de l'édit de Nantes fait partir de Lyon les grandes familles commerçantes et banquières protestantes pour la Suisse, ce qui amoindrit encore la place rhôdanienne dans le commerce français.
Si le XVIIIe siècle commence difficilement avec, en même temps que la paix d'Utrecht, la perte d'avantages commerciaux importants vis-à-vis des terres espagnoles, les banquiers et financiers lyonnais restent pour la plupart loin du système de Law et ne perdent pas de fortune dans sa banqueroute.
Cette transformation de l'influence économique lyonnaise se lie entre autres dans l'étude des certificats consulaires, les lettres de voiture ou les bilans de faillite, qui montrent que la ville échange pour environ un tiers avec le sud-est de la France, pour un autre avec le reste du royaume et pour un dernier tiers avec l'étranger. Alors qu'encore durant la première moitié du XVIIe, le grand commerce vers l'étranger se déroule essentiellement avec les grandes cités italiennes, l'aire de circulation des biens et capitaux passant par Lyon se décale à la fois vers l'Europe du Nord et de l'Est, mais également au XVIIIe vers l'Espagne et des marchés plus lointain, outre-Atlantique.

## La religion à Lyon - de la Contre-Réforme aux Lumières
La religion catholique suit globalement à l'époque moderne les évolutions connue ailleurs en France, avec un relèvement du culte catholique vigoureux au XVIIe siècle, puis un attiédissement au XVIIIe siècle. Une particularité est que l'arrivée vigoureuse de la réforme catholique survient dès 1563, après l'épisode de la prise de pouvoir des protestants. Ainsi, lorsque Henri IV impose[Quoi ?] à la ville des évêques avant tout fidèle à son autorité, les bases de la reconquêtes sont déjà en place, ce qui n'empêche pas comme ailleurs dans le royaume une floraison d'œuvres et d'initiatives nouvelles.

### Une vivacité religieuse vigoureuse, puis déclinante

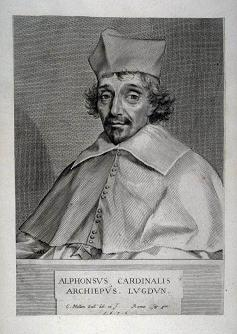
Alphonse Louis du Plessis, frère de Richelieu

Lyon, malgré de nombreux archevêques qui résident peu en ville car étant souvent à la cour, accompagne pleinement le mouvement de ferveur religieuse du XVIIe siècle. De nombreuses communautés naissent et encadrent une population qui embrassent les formes de la Réforme catholique. Le moteur intellectuel de ce mouvement est le collège de la Trinité, tenu par des Jésuites. Un réseau d'écoles primaires est lentement constitué durant la deuxième moitié du XVIIe siècle et le début du XVIIIe, porté notamment par Charles Démia. À partir du milieu du XVIIIe siècle, les progrès de l'indifférence religieuse affaiblissent de nombreuses institutions locales, à l'égal de nombreuses autres cités françaises.

#### 1600 - 1750, reconquête catholique et essor des structures religieuses
Lors de la première moitié du XVIIe siècle, après la sortie des crises religieuses, et des soubresauts de la ligue, le pouvoir royal utilise toute son influence pour imposer des archevêques fiables, au profil plus politique que mystique. Les différents prélats qui se succèdent ne résident, en outre, pas beaucoup, étant souvent à la cour du roi, ou en mission pour lui. Cette politique trouve son acmé avec la nomination du propre frère de Richelieu, Alphonse-Louis du Plessis de Richelieu, en 1628. Toutefois, si le pouvoir royal est soucieux de fidélité au trône, il nomme des prélats parfaitement dignes de leur charge. La plupart entament leur épiscopat par une visite pastorale de leur diocèse, au cours de laquelle ils s'attachent à punir les membres du clergé indignes, à raviver la flamme de la foi et à soutenir les communautés locales pieuses. La plupart des évêques sont également très pieux tel Claude de Bellièvre qui vit en ermite, Marqueront qui jeûne deux fois par semaine ou Richelieu, sorti de son couvent chartreux uniquement sous les ordres répétés de son père général.

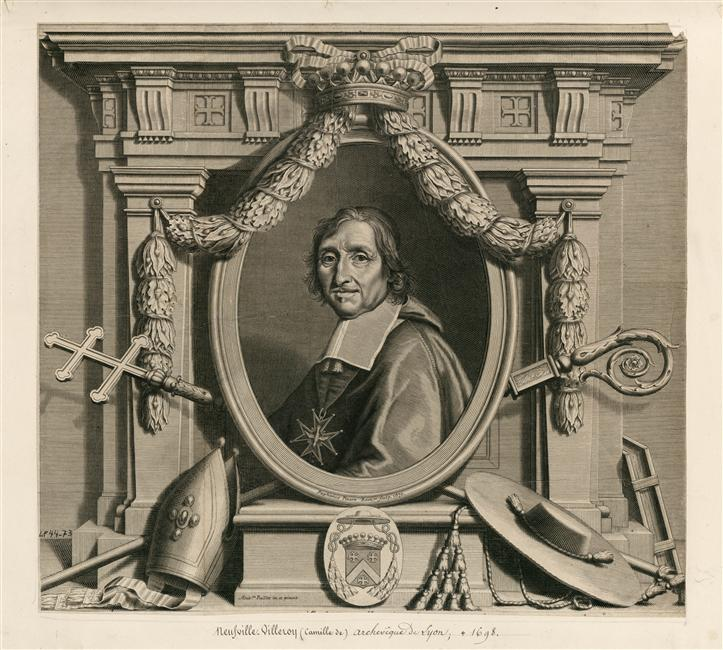
Camille de Neufville de Villeroy

Après eux, le diocèse est dirigé par un membre de l'illustre famille Neufville de Villeroy durant quarante ans de 1653 à 1693, Camille de Neufville de Villeroy. Très présent dans son diocèse, ce prélat imprime une marque majeure à l'archevêché lyonnais. À l'unisson du pays, la région connait un grand développement religieux, autour de trois axes majeurs : encadrement de tous les fidèles, instruction spirituelle de la population et formation du clergé. Il effectue également une visite pastorale exceptionnellement longue, de six ans, durant laquelle il s'attache à exiger de son clergé une rectitude morale exemplaire, n'hésitant pas à jeter en prison et à faire juger les curés indignes.
Pour mener la reconquête religieuse de l'ensemble de la population, la plupart des archevêques appuient activement l'éclosion d'un grand nombre de communautés religieuses. Le grand mouvement lyonnais de naissance de ces communautés a lieu au début du XVIIe siècle, vingt maisons naissent entre 1600 et 1653, neuf d'hommes et onze de femmes. Il s'agit de maisons de capucins, de minimes, d'ursulines, des Visitandines et du Verbe incarné, ce dernier étant né à Roanne.

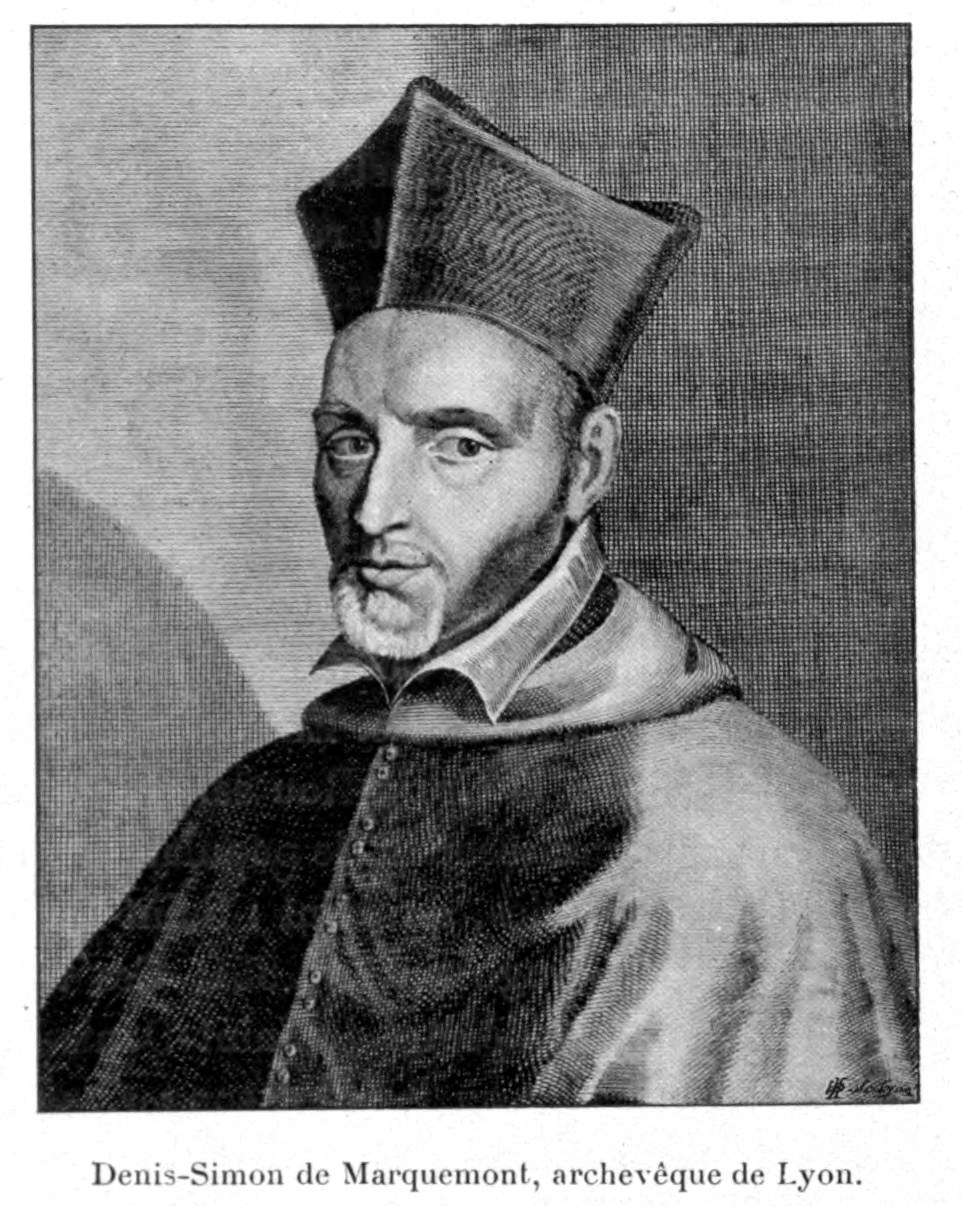
Mgr Denis-Simon de Marqueront, archevêque de 1612 à 1626.

Pour encadrer solidement les fidèles au sein de la religion catholique, l'archevêque s'appuie autant sur les institutions traditionnelles (paroisses, prédicateurs, couvents) que sur des plus récentes, et en particulier sur la Compagnie du Saint-Sacrement, sur le culte du Sacré-Cœur et sur les Jésuites. À partir de 1650, les nouvelles communautés de sœurs fleurissent, que ce soit les Sœurs de Saint-Charles ou les Filles de la charité de Saint-Vincent-de-Paul, qui tiennent de nombreux écoles, asiles, hôpitaux, et qui dispensent à tous soins et secours. Ces groupes prennent une importance majeure dans la société lyonnaise de cette époque.
L'instruction des populations devient, sous l'épiscopat de Camille de Villeroy une préoccupation importante des élites lyonnaises. Celles-ci passent, pour une grande part, par le collège de la Trinité, dirigé par les Jésuites. Pour le reste de la population, de premières tentatives sont conduites par la Compagnie du Saint-Sacrement au milieu du XVIIe siècle, puis largement élargie par Charles Démia, dans les années 1670. Ce dernier est nommé par l'archevêque directeur des écoles du diocèse. Il s'investit dans sa tâche, créant un bureau pour contrôler les études dispensées, organise des examens pour les maîtres, crée ce qui va devenir le séminaire Saint-Charles pour leur formation, et une communauté féminine pour l'instruction des filles. Cet élan décisif crée une première structure d'enseignement primaire dans la région lyonnaise. Il s'accompagne d'autres initiatives menées par les sœurs trinitaires.
Quant à la formation du clergé, Camille de Villeroy poursuit les œuvres entamées par ses prédécesseurs, mais ne consacre pas toute son énergie à cette œuvre. Ainsi, la création du séminaire Saint-Irénée, en 1654, n'est pas suivie par un grand développement des études des curés. Il faut attendre son successeur, Claude II de Saint-Georges, pour voir le séminaire prendre une vraie place dans la formation du clergé de base.
Cette politique porte largement ses fruits ; le jansénisme reste faiblement implanté à Lyon sous son épiscopat, et le culte réformé est disloqué (à la suite de la révocation de l'édit de Nantes) sans heurt. Les efforts entrepris permettent de construire dans la ville et ses environs une foi solide et encadrée. « Considéré vers le milieu du [XVIIIe] siècle, le diocèse de Lyon apparait en pleine santé et donne le sentiment d'être entré à pleines voiles dans cette nouvelle chrétienté que le catholicisme français édifiait depuis 150 ans ».

#### 1750 - 1789, affaiblissement de la pratique religieuse
Durant la deuxième moitié du XVIIIe siècle, le retournement de tendance est flagrant, la vivacité religieuse laissant la place à un assoupissement, tandis qu'irrespect ou indifférence s'immiscent dans la sphère intellectuelle de la région. Ces changements se voient à travers de très nombreux indices, malgré une foi perpétuellement renouvelée en façade.
Le recrutement, dans tous les domaines de la vie religieuse, se tarit lentement. Le sous-diaconat perd son attractivité, passant d'un recrutement de 140 sous-diacres par an dans les années 1730 à 75 seulement en moyenne après 1760. Durant ce demi-siècle, on ne compte plus aucune fondation de congrégations à Lyon, et les existantes peinent à se renouveler. « En trente ans (1759-1789), les couvents de Lyon perdirent 40 % de leurs effectifs, sans compter la disparition des célestins, des antonins et surtout des jésuites ». L'ordre de grandeur des pertes est similaire pour les congrégations féminines. De manière générale, dans les congrégations, les règles deviennent moins sévères, et les exceptions à ces dernières de plus en plus tolérées. De nombreux prieurés se sécularisent, devenant des maisons de famille pour demoiselles respectables, sans contrainte de clôture, de vœux ou d'austérité.
De même, les associations laïques s'effacent du paysage public lyonnais, n'organisant plus, par exemple, de grandes manifestations populaires de piété. Les sociétés vendent les biens qu'elles possèdent (comme la société des frères tailleurs en 1777), ne se réunissent plus.
Durant cette période, des courants mystiques jansénistes réapparaissent, mal combattus par l'archevêque Montazet. Mais il ne s'imposent pas non plus dans la ville. Autre symbole du relâchement de la conscience religieuse, une communauté juive se réinstalle en ville lors des années 1780. De même, la franc-maçonnerie connaît un certain succès auprès des élites lyonnaises.

### Le clergé lyonnais
L'étude des bibliothèques du clergé lyonnais montre un milieu ecclésiastique grand possesseur de livres, avec des taux bien supérieurs à ce qui est constaté ailleurs. Cela tient probablement à un milieu éditorial dynamique à Lyon, notamment dans les domaines des formats peu onéreux, du marché d'occasion et surtout des ouvrages de contrebande, dont sont friands nombre de clercs et d'institutions. De nombreuses affaires judiciaires de livres de contrebande impliquent des clercs, ou des institutions religieuses entières, tels les couvents des Jacobins ou des Cordeliers qui entreposent des milliers de livres contrefaits ou défendus.
L'étude du contenu de ces bibliothèques montre avant tout des ouvrages de théologie. Elles contiennent toujours des Bibles, en français et latin, accompagnées d'ouvrages de paraphrases et commentaires ; des livres de pastorale, de catéchèse. Par rapport à d'autres milieux cléricaux, on y retrouve très peu d'hagiographie ou de droit canon. À l'inverse, ils possèdent beaucoup d'œuvres de spiritualité, avec toutefois très peu d'ouvrages de François de Sales. Les recueils jansénistes sont présents, mais pas abondants, comme les œuvres des Pères de l'Église. Enfin, on trouve peu de livres profanes.

## Culture
Centre d'édition et économique, Lyon connait comme les autres grandes villes européennes un développement continu de la culture au sein de la population la plus aisée.

### Éducation et lecture

#### Enseignement et alphabétisation
La population lyonnaise voit son niveau d'alphabétisation progresser.
Plusieurs cercles de lecture apparraissent à Lyon. Ils regroupent des lettrés ou des curieux et mettent en commun les ressources de chacun, ainsi que des lieux de sociabilité autour des ouvrages récents et des journaux.

#### Les bibliothèques à Lyon
Les Lyonnais sont de plus en plus nombreux à posséder des livres, voire de vraies bibliothèques. Au début du XVIIe siècle, environ un habitant sur dix possède au moins un livre, proportion qui s'élève à quatre sur dix à la fin du siècle, pour en rester à ce niveau jusqu'à la Révolution. Ce taux est supérieur à la plupart des grandes villes françaises, hormis Rouen, autre centre d'édition important. Par ailleurs, la possession de livres se diffuse dans des classes moins privilégiées de la population, commerçants et artisans pouvant en posséder, même si la plupart du temps il s'agit de moins de dix ouvrages. À l'opposé, deux très grandes bibliothèques privées se développent au XVIIe siècle, celles de Camille de Neufville de Villeroy et Henri Gras. Au XVIIIe siècle, certaines bibliothèques, notamment de nobles, sont suffisamment grandes pour être mentionnées dans des guides et almanachs comme étant digne d'être visitées. Cette diffusion importante s'explique en grande partie par un marché du livre neuf et d'occasion très actif ; en particulier des circuits de vente de livres liturgiques à bas prix se mettent en place et les personnes modestes lyonnaises sont les premières à en profiter.
L'étude de la proportion de livres possédés en fonction de sa situation sociale montre à Lyon des tendances similaires à ce que d'autres études ont établi pour d'autres villes de France. Les clercs pour leur très grande majorité possèdent au moins quelques ouvrages. Environ deux tiers des nobles et de la bourgeoisie de talents disposent de livres chez eux. Les marchands et commerçants sont possesseurs de livres pour la moitié d'entre eux ; et les artisans et gens de transports en ont pour moins de 20 % d'entre eux. Les couvents masculins et féminins disposent tous de bibliothèques notables, et, pour la plupart d'entre eux, assez ouverts aux thèmes non religieux. Ainsi, les chanoines de Saint-Jean ont souscrit pour la leur à l'encyclopédie et aux trente deux volumes de l'Histoire naturelle de Buffon. Chez les particuliers, le type de livres possédés évolue considérablement pendant le XVIIIe siècle. Si à son début, les deux tiers des ouvrages trouvés chez les Lyonnais ont trait à la religion, ce taux chute à 12 % juste avant la Révolution. À la place, on trouve dans les maisons lyonnaises des ouvrages juridiques, scientifiques et littéraires.

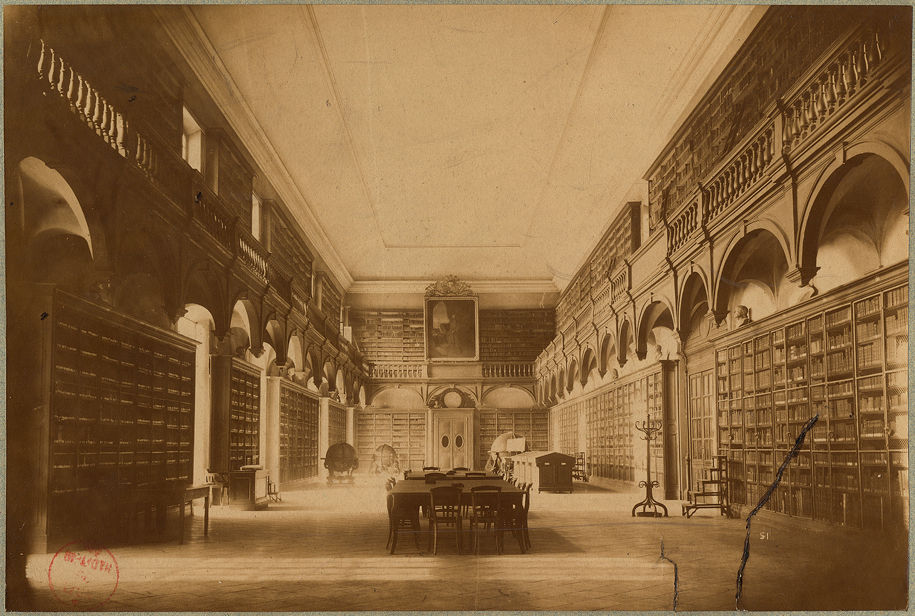
Ancienne bibliothèque du collège de la Trinité à Lyon.

Une bibliothèque publique est ouverte en 1731 dans le quartier Saint-Jean par Pierre Aubert. De nombreux érudits s'associent pour l'enrichir et elle est subventionnée par le consulat. En 1765, elle est fusionnée avec celle du collège des Jésuites. Cette dernière date du XVIIe siècle et comprend également un riche ensemble d'ouvrages. Parmi les Jésuites qui l'ont particulièrement entretenue se compte le père Lachaise et le père Menestrier. Lorsqu'en 1763 les Jésuites sont expulsés, l'établissement est confié aux Oratoriens qui, en faisant l'inventaire de la bibliothèque, comptent 55 000 ouvrages dont de nombreux rares et anciens.

### Sciences

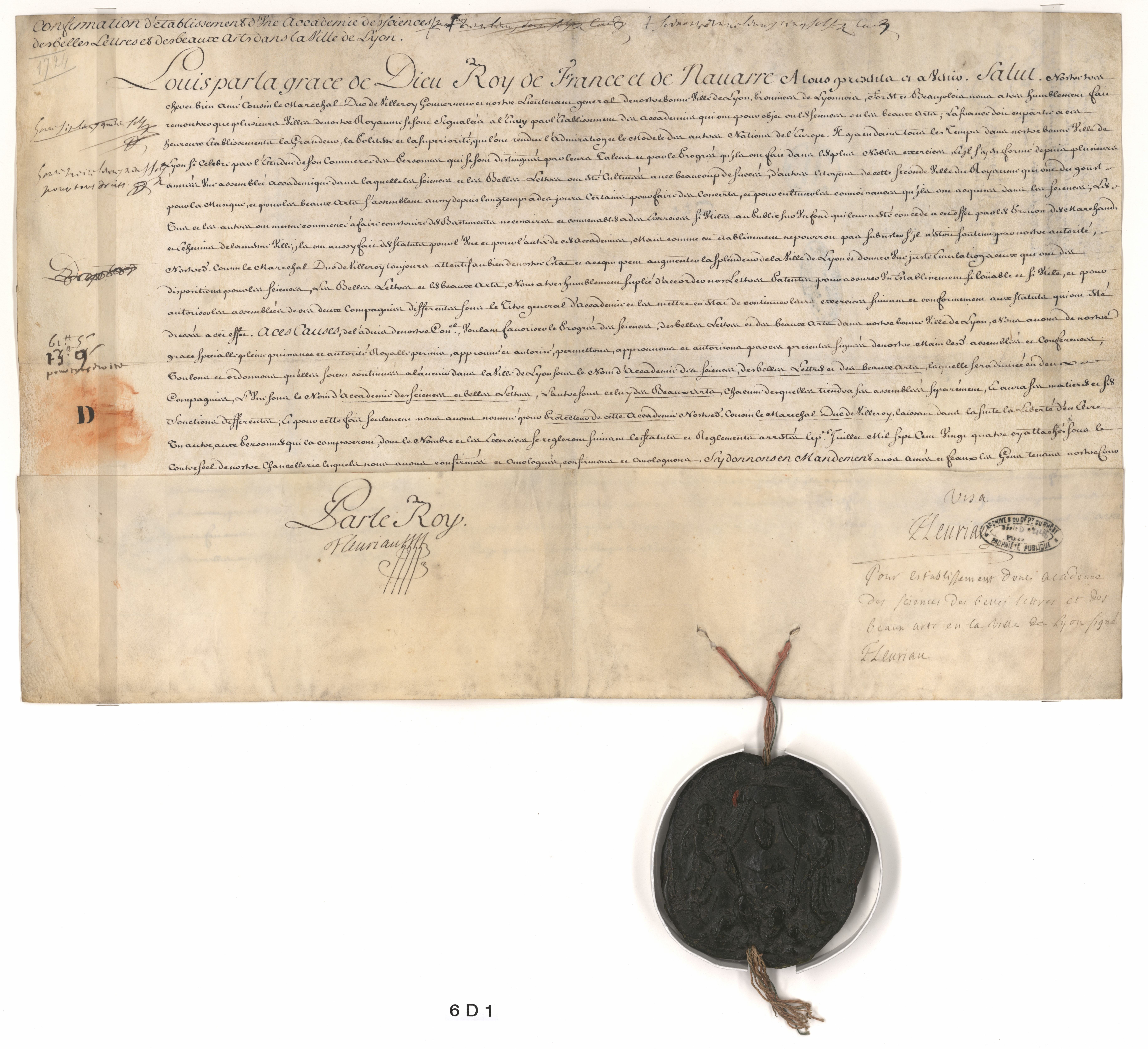
Confirmation de l'établissement de l'académie par Louis XV.

La vie scientifique lyonnaise est active durant les XVIIe et XVIIIe siècles, entretenue par de prestigieuses institutions, Collège de la Trinité et Académie, et par de nombreux savants et amateurs éclairés qui officient dans de nombreuses disciplines scientifiques.

#### Lieux de savoir
Au XVIIe siècle, en partie sous l'impulsion du collège de la Trinité, tenu par des jésuites, Lyon devient un centre intellectuel de la République des Lettres. La richesse des notables lyonnais en font des amateurs éclairés de tableaux, médailles, et livres. Le XVIIIe siècle lyonnais est marqué par deux inventions majeures qui furent testées chacune en 1783 : le bateau à vapeur et la montgolfière. Dès 1700, L'Académie des sciences, belles-lettres et arts de Lyon est fondée, entre autres par Pestalozzi, les Jussieu, Fleurieu. Elle est officialisée en 1724 par lettre patente royale. Celle-ci attache une grande importance à de nombreux domaines dont l'agriculture et la botanique. La Société royale d'agriculture de Lyon est donc fondée sur ordre du roi pour diffuser les idées nouvelles liées à cette activité, en 1761.

#### Botanique
Il existe dès le XVIIe des cercles de botanistes amateurs, créant des jardins et étudiant le développement des plantes. Ils recrutent surtout parmi les apothicaires et les officiers. Un premier véritable jardin botanique est créé en 1763 par Marc-Antoine-Louis Claret de la Tourette et l'abbé Jean-Baptiste-François Rozier à la Guillotière, dans le logis de l'Abondance, sur près de quatre mille mètres carrés. Il recèle deux mille plantes et a une serre pour les orangers. En 1787, une pépinière royale est créée dans l'enceinte du monastère de Sainte-Elisabeth-des-deux-amants de Vaise, destinée à la fourniture des arbres pour les routes et chemins plantés. Elle est dirigée par l'abbé Rozier et dispose de plusieurs milliers d'arbres, des mûriers, arbres fruitiers et arbres d'ornement pour les routes. Elle cesse ses activités quelques années plus tard, sous la Révolution.

#### Histoire
Alors que de nombreux érudits ont, durant la Renaissance, accumulé un grand nombre de pièces antiques et travaillé à la publication d'ouvrages les répertoriant, leur rapport au passé évolue aux XVIIe et XVIIIe siècles. Après des histoires de Lyon très imprégnées de mythes, les érudits reprennent avec un œil plus critique les premières études et en expurgent certaines légendes. De même, alors que les premiers historiens de la renaissance de la ville n'avaient d'intérêt que pour les périodes antiques, l'apogée réelle ou fantasmée de cette époque étant mise en parallèle avec les périodes qu'ils vivaient, les historiens des deux siècles suivants ont rééquilibré les récits en développant les recherches sur le Moyen Âge. Parmi les érudits qui ont travaillé sur l'histoire de Lyon, Françoise Bayard cite Pierre de Marca et surtout le père Menestrier.
Au XVIIIe siècle, le cabinet de curiosité du Collège de la Trinité rassemble, entre autres sous la direction du père Charonier et du père Menestrier. Les pièces témoignant de l'histoire de la cité sont rassemblées intentionnellement, pour établir un corpus ayant du sens. De même le consulat, partant de la pièce maîtresse qu'est la Table claudienne, commence à constituer une collection préfigurant l'établissement d'un musée de la ville, qui ne sera construit que sous l'empire. Il s'y rassemble des inscriptions antiques, dont l'épitaphe de l'agent monétaire Nobilis ou l'autel taurobolique découvert en 1702.

### Arts
Les arts classiques ne sont pas représentés à Lyon par des personnalités majeures. Il n'y a pas, à cette époque d'école de peinture ou de sculpture comme il y en aura au XIXe siècle par exemple. Les deux artistes marquants de l'époque moderne sont le peintre Thomas Blanchet et l'architecte Jacques-Germain Soufflot. Les lyonnais développent un grand goût pour le théâtre. Des auteurs locaux se font connaître, telle Françoise Pascal, et Molière y passe entre 1653 et 1658, avant sa grande période de gloire.
Lyon connait une évolution semblable à celles des autres villes de son temps pour ce qui est des influences picturales ou architecturales. Lors du début du XVIIe siècle, le renouveau religieux suivant les guerres entre catholiques et protestants est particulièrement vif à Lyon. Entre les reconstructions qui suivent les destructions iconoclastes et les fondations de nouvelles communautés religieuses, de multiples mécènes financent des réalisations artistiques ; tout autant pour offrir des images à la vénération des fidèles que pour manifester des dévotions particulières.

#### Peinture

##### Organisation de la profession
Lyon vit sous le régime de la liberté d'installation pour les peintres, sculpteurs et autres professions artistiques, contrairement à d'autres villes de France. Au XVIIe siècle, la profession est encore réglée par une structure locale de maîtrise doublée d'une confrérie religieuse. Les membres de l'association jurée élisent des maîtres qui font respecter les règlements, et ce sont le plus souvent des peintres. La chapelle de la confrérie est celle dédiée à saint Luc de l'église Saint-Bonaventure du couvent des Cordeliers. L'importance de la confrérie décroit au cours du XVIIe siècle pour se réduire à un rôle négligeable au XVIIIe siècle. Les meilleurs artistes ne prennent pas la peine de s'intégrer au métier juré ou de se plier aux exigences des règles instituées.
Au XVIIe siècle, le consulat, soucieux de retenir Horace Le Blanc crée la charge de Peintre ordinaire de la ville. Ce dernier reste donc et inaugure une charge demandant de réaliser les portraits officiels, les peintures commanditées par le consulat et les décors éphémères. La charge connait durant l'ancien régime deux peintres prestigieux : Le Blanc entre 1623 et 1637 et Thomas Blanchet de 1655 à 1689. Le poste échoie également à des peintres plus modestes : Germain Panthot, Pierre-Paul Sevin, Paul Mignard, Joachim Verdier, Charles Grandon, Donat Nonnotte, Alexis Grognard et Pierre Cogell. Brièvement, entre 1648 et 1665 apparaissent les charges de sculpteurs et graveurs de la ville.

##### Le milieu des peintres lyonnais
Comme la maîtrise n'a aucun prestige, et qu'il n'y a qu'une seule charge officielle, l'activité artistique à Lyon est de fait très libre, soumise aux lois de la demande. Lyonnais, français et étrangers se côtoient et échangent dans un milieu cosmopolite et mouvant. Rares sont les peintres réellement lyonnais et demeurant toute leur vie dans la ville, hormis Le Blanc et Pierre-Louis Cretey. Les peintres travaillant à Lyon sont donc dans leur grande majorité originaires du reste du royaume ou de l'étranger. L'influence du milieu artistique parisien s'exprime notamment par l'intermédiaire de Thomas Blanchet, Daniel Sarrabat ou Robert de Cotte. Les artistes du Nord, en particulier de l'école flamande sont à Lyon : Adrien Dassier, Adriaen van der Kabel, Martin Hendricy, Hannicq ou Conrad Lauwers. Il y a peu d'artistes originaires du Sud qui travaillent à Lyon mais nombreux sont ceux qui ont étudié en Italie et qui transposent l'influence transalpine entre Rhône et Saône. Parmi eux il y a Horace Le Blanc ou Pierre-Louis Cretey.
Le milieu pictural proprement lyonnais existe bel et bien. Lyon possède ainsi une tradition de l'image gravée issue de l'imprimerie ; plusieurs dynasties de graveurs se distinguent à l'époque moderne : les Audran, les Cars, les Drevet et les Daudet. Une autre filiation se constitue à la suite de la figure d'Horace Le Blanc. Il forme le père de Sevin, Jacques Blanchard et François Perrier qui tous œuvrent à Lyon. Le frère de ce dernier, Guillaume Perrier, issu de la région lyonnaise travaille avec son frère à plusieurs projets locaux.
En miroir de ce milieu artistique, il existe un milieu d'amateurs d'art qui financent les travaux, amateurs d'œuvres pieuses, mais également de thèmes profanes. Ce milieu est illustré par une notice de Charles Perrault sur Blanchard dans les Hommes illustres où il explique que le peintre réalise « pour plusieurs Curieux de cette ville divers tableaux, la plupart de femmes nuës, & de sujets tirez de la Métamorphose ».

##### Chronologie et mouvements

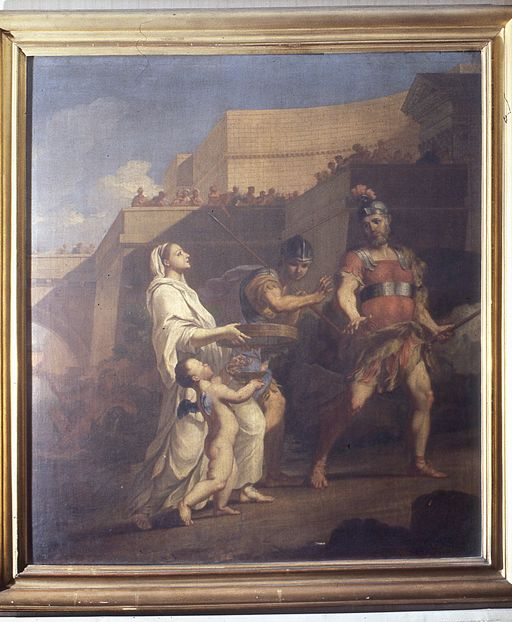
Tuccia la Vestale innocentée, par Thomas Blanchet, 1687. Palais de Justice.

Le début du XVIIe siècle est dominé par la figure de Le Blanc, qui impose le maniérisme tardif à Lyon durant sa carrière. La génération suivante est dominée par Thomas Blanchet, qui s'impose dans les commandes majeures de la ville et des grandes institutions religieuses. Blanchet influence quant à lui le milieu artistique local en direction de modèles italiens plus classiques que Le Blanc. Pour ses grands travaux, il fait appel à de nombreux peintres d'atelier dont le plus important est Louis Cretey.
A la fin du XVIIe siècle, les peintres lyonnais font preuve d'un certain éclectisme, comme le montrent les réalisations de Blanchet, Cretey et Chabry pour le Palais de Roanne. Aux formules parisiennes classiques de Blanchet répondent une manière plus obscure de Cretey, sans équivalent dans le monde des peintres français, et le style de Chabry, largement redevable de Poussin.

#### Théâtre, opéra
Lyon, toutefois, connaît une activité musicale et théâtrale notable. L'opéra ouvre ses portes en 1688 et donne surtout des spectacles de Lully, tel Phaéton. En 1713, un orchestre s'y installe pour des représentations régulières. Il manque toutefois aux élites lyonnaises une grande juridiction à même de structurer des lignées imprégnées de formation classique, elles-mêmes capables de soutenir une réflexion culturelle forte. En 1756, une école gratuite de dessin est fondée par l'abbé de Lacroix-Laval. Elle devient « École royale de dessin pour le progrès des arts et celui des manufactures de la ville de Lyon » en 1780. Tout comme Marseille, autre ville de négoce, les institutions culturelles sont donc destinées à répondre à une demande de loisirs imitant la capitale ; non de procéder à des recherches culturelles propres, comme d'autres cités telles Lille, ou Rennes, qui vont plus loin dans le développement d'un milieu artistique.

#### Les collectionneurs d'art
À partir du XVIIe siècle, l'antiquité n'est plus l'alpha et l'oméga des cabinets de curiosités et des collections des érudits lyonnais. Des collections de tableaux, de médailles et monnaies modernes apparaissent. Les collectionneurs, même s'ils se spécialisent moins qu'à la Renaissance, ont pour la plupart encore de larges préférences. Le trésorier Pianello est cité par Jacob Spon pour sa collection de médailles et monnaies de toutes les époques. Mais Lyon possède surtout de nombreux amateurs de tableaux qui constituent des collections notables : La Fourcade, François Lumague, la famille Reynon, Louis Bay, Marc-Antoine Mazenod, Paul de Mascrany, Claude Dervieu, Octavio Mey, Balthazard et Gaspard de Montconys. En parallèle, des collections semi-publiques ou publiques se mettent en place, l'art n'étant plus uniquement vu comme un plaisir personnel mais également avec des visées pédagogiques.

### Lyon, grand centre maçonnique

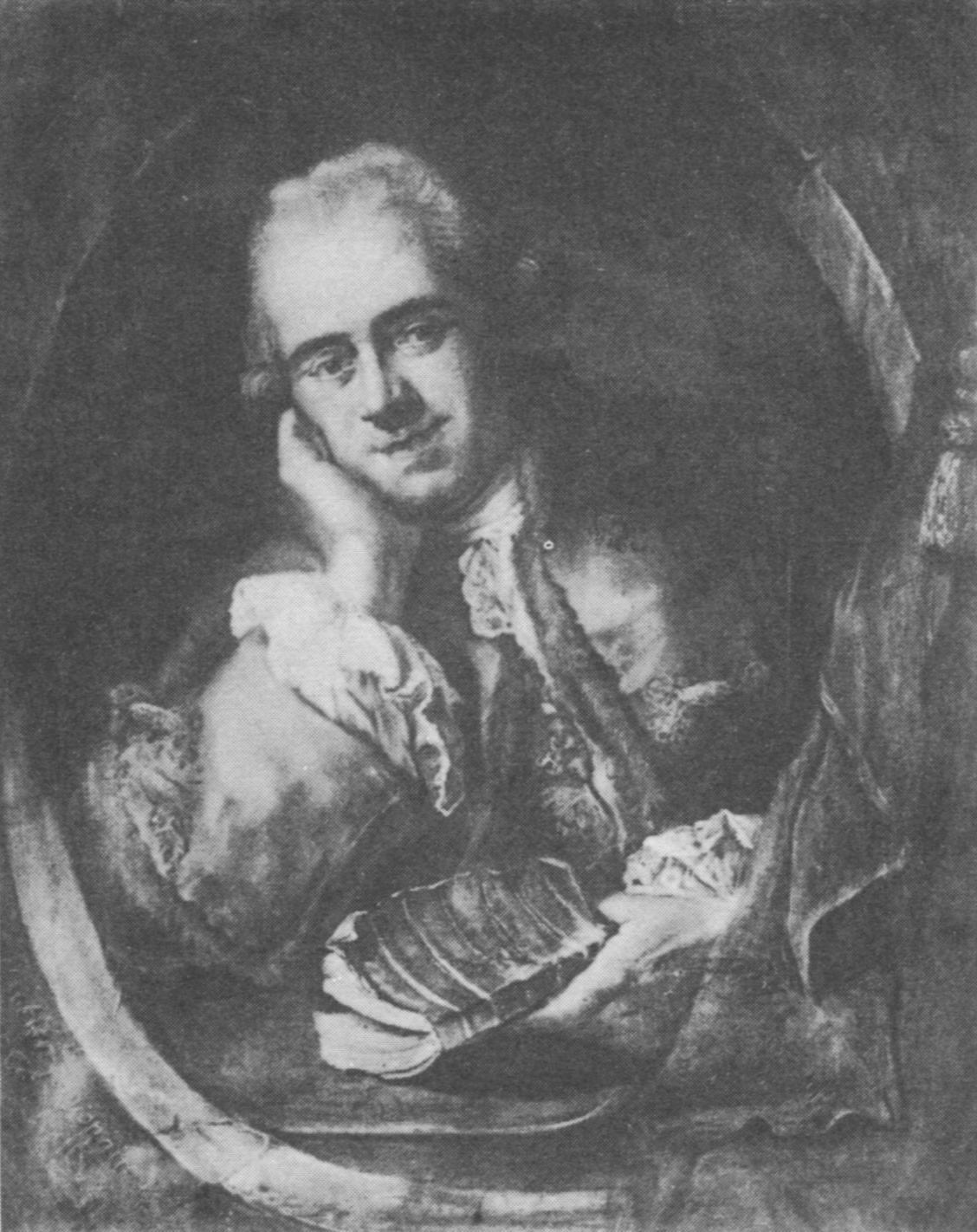
Jean-Baptise Willermoz (1730-1824), franc-maçon lyonnais.

Avec les lumières, Lyon connait, à l'instar de toutes les grandes cités européennes, un foisonnement maçonnique. Les sources manquent pour situer précisément les premières loges maçonniques lyonnaises, que l'on peut estimer apparaître aux alentours des années 1730. Les documents officiels de la maçonnerie montrent celle de Lyon à partir des années 1750, et font apparaître une vie dynamique à partir des années 1770. Les deux principaux animateurs sont Jean-Baptiste Willermoz et Jean Paganucci. Autour d'eux, de nombreuses loges naissent, se scindent ou se réunissent, pour des raisons qui peuvent tenir autant de recherches théoriques qu'à des affinités ou inimitiés sociales. Un bref moment, en 1761, la loge tenue par Willermoz et Paganucci ("La Grande Loge des Maîtres réguliers de Lyon") reçu l'accord de la Grande Loge de France pour s'ériger en mère-loge locale. Après maint conflits de préséance, ce droit de reconnaissance d'autres loges à Lyon leur est retiré en 1765 par le Comte de Clermont. Après une période de flottement, consécutive à une grave scission de la Grande Loge de France, La loge lyonnaise s'investit elle-même du titre de "Grand Orient de Lyon". Cette loge participe grandement (Willermoz, notamment) à la reconstruction du Grand Orient de France.
Par la suite, en 1774, Willermoz crée une autre loge, le « Directoire de la Province d'Auvergne », issue de l'obédience germanique de la Stricte observance templière. Plus mystique, organisée en grades plus nombreux et hiérarchisés, ce mouvement rencontre un bon succès et prend le pas sur la loge lyonnaise d'obédience française. À ses côtés, d'autres loges non régulières s'ouvrent, de tendance et d'origine variées. En définitive, "entre mille deux cents et mille cinq cents frères résidents semblent une estimation plausible et, sans conteste, Lyon était alors devenue la première ville maçonnique du royaume après Paris, nettement devant Marseille, Toulouse et Bordeaux,."
Le développement de l'indifférence[Quoi ?] religieuse, et le basculement d'une certaine élite vers une pensée philosophique critique accompagne la cité rhodanienne vers la Révolution française.

## Chronologie des évènements à Lyon

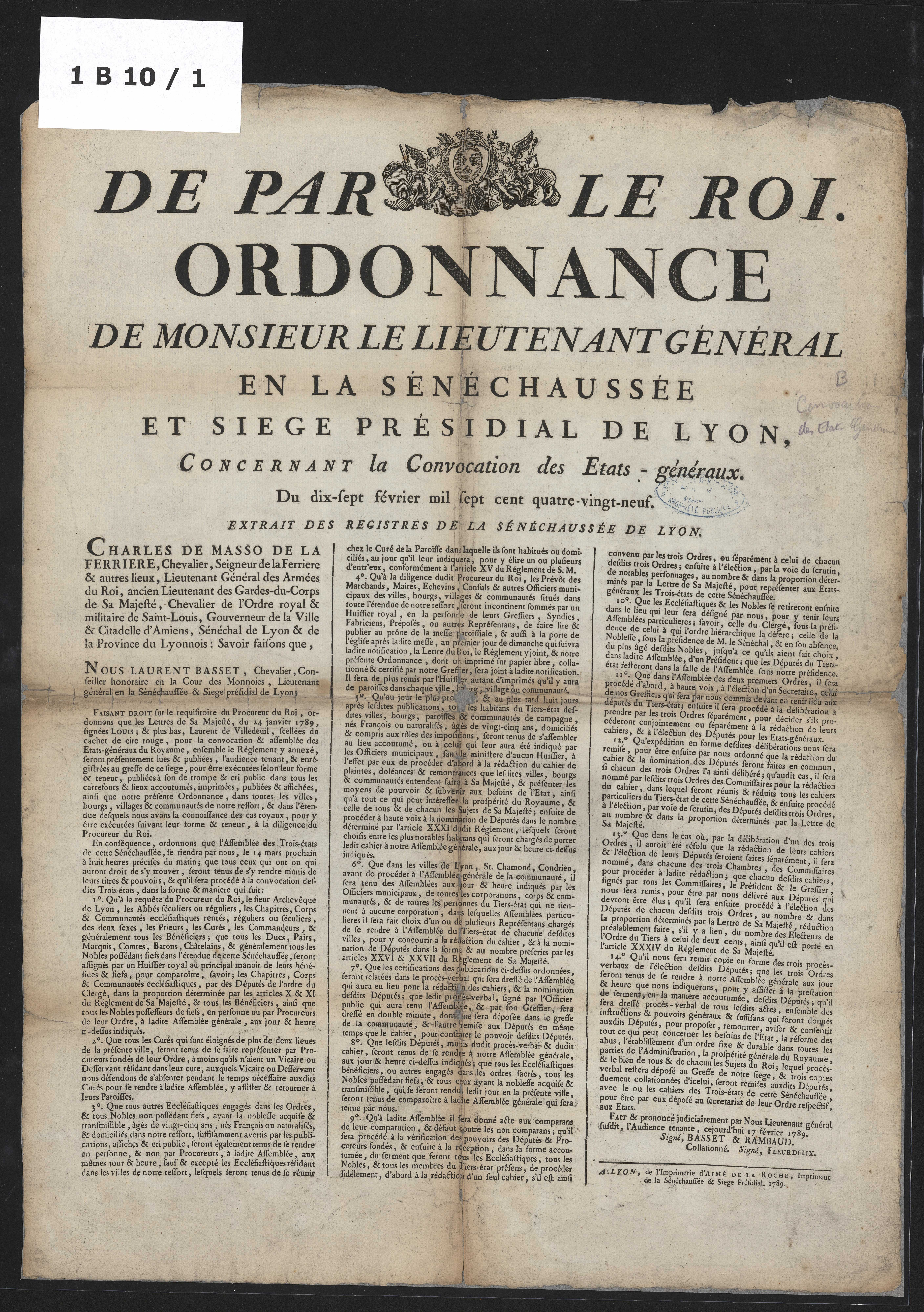
Ordonnance de Charles de Masso de Ferrière, sénéchal de Lyon, concernant l'ouverture des États généraux de 1789.

Cette section présente une chronologie des évènements s'étant déroulés à Lyon ou touchant directement la ville.
- 1595 : Édit de Chauny.
- 1595 : Entrée royale d'Henri IV.
- 1600 : Entrée royale d'Henri IV et mariage avec Marie de Médicis en la cathédrale Saint-Jean.
- 1622 : Mort de François de Sales, évêque de Genève et auteur de l'Introduction à la vie dévote, place Bellecour.
- 1628 : Épidémie de peste.
- 1632 : Révolte fiscale.
- 1643 : Vœu des échevins à la Vierge.
- 1652 : Installation du consulat dans le nouvel hôtel de ville.
- 1653 : Révolte fiscale.
- 1700 : Fondation de l'Académie.
- 1707 : L'intendant de Lyon s'installe place Bellecour.
- 1711 : catastrophe du pont de la Guillotière.
- 1714 : Révolte fiscale des bouchers..
- 1725 : Fin de l'aménagement de la place Bellecour.
- 1728 : Ouverture du Grenier d'abondance.
- 1756 : Premier théâtre, construit par Soufflot.
- 1761 : Fondation de l'École vétérinaire de Lyon.
- 1775 : Inauguration du pont du Rhône construit par Morand.
- 1783 : Première navigation d'un bateau à vapeur sur le Rhône.
- 1786 : Révolte des deux sous.